# Comagena

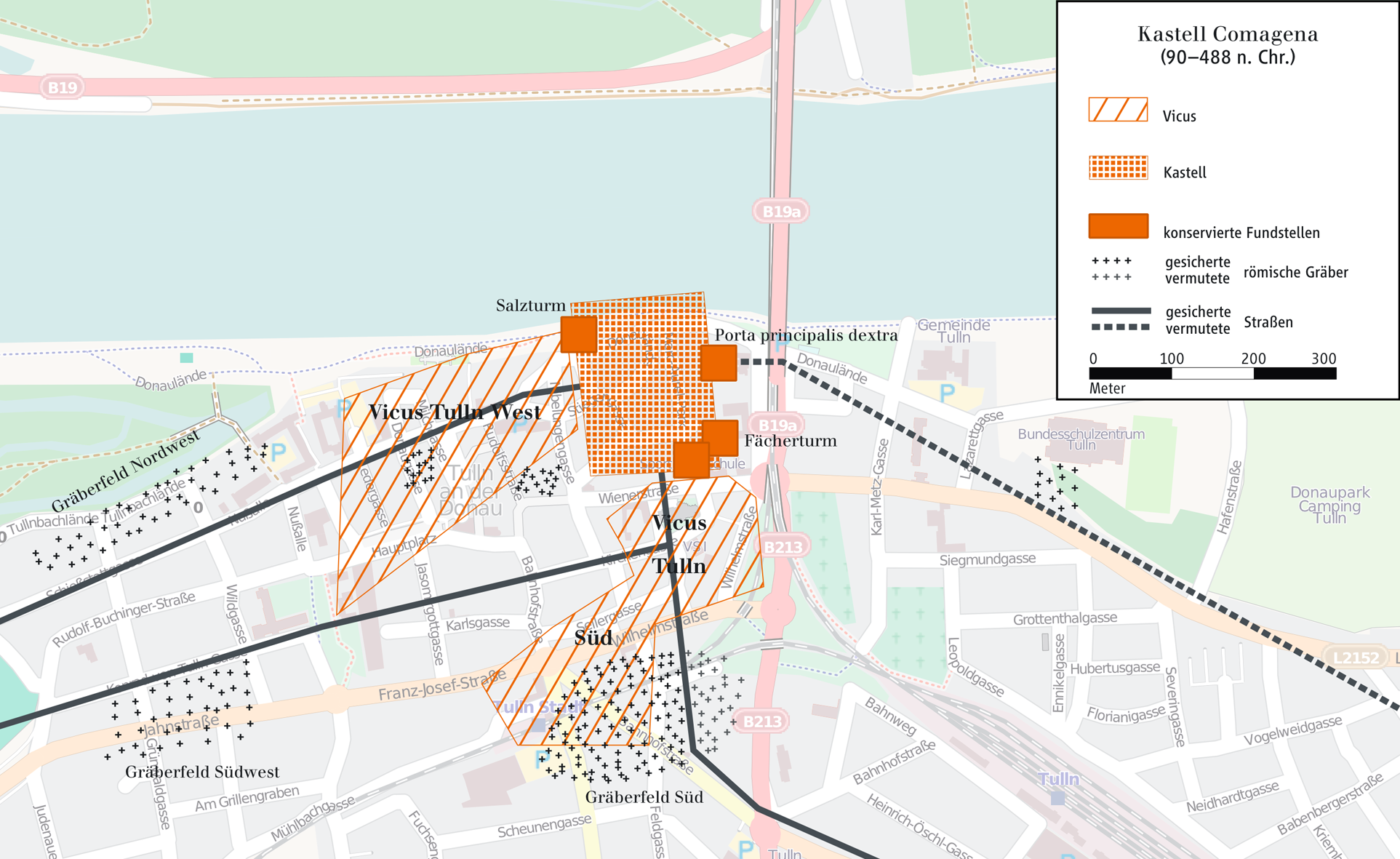
Karte des römischen Tulln

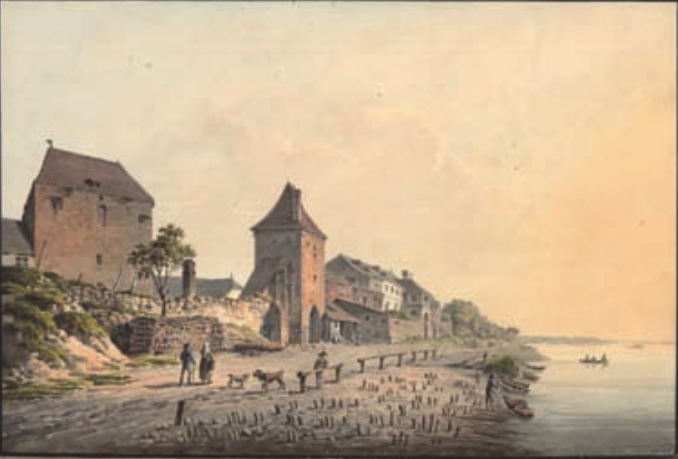
Das mittelalterliche Tränktor/Wassertor an der Donaulände, links der Zeugturm (heute Römer- oder Salzturm), Aquarell aus dem 19. Jahrhundert

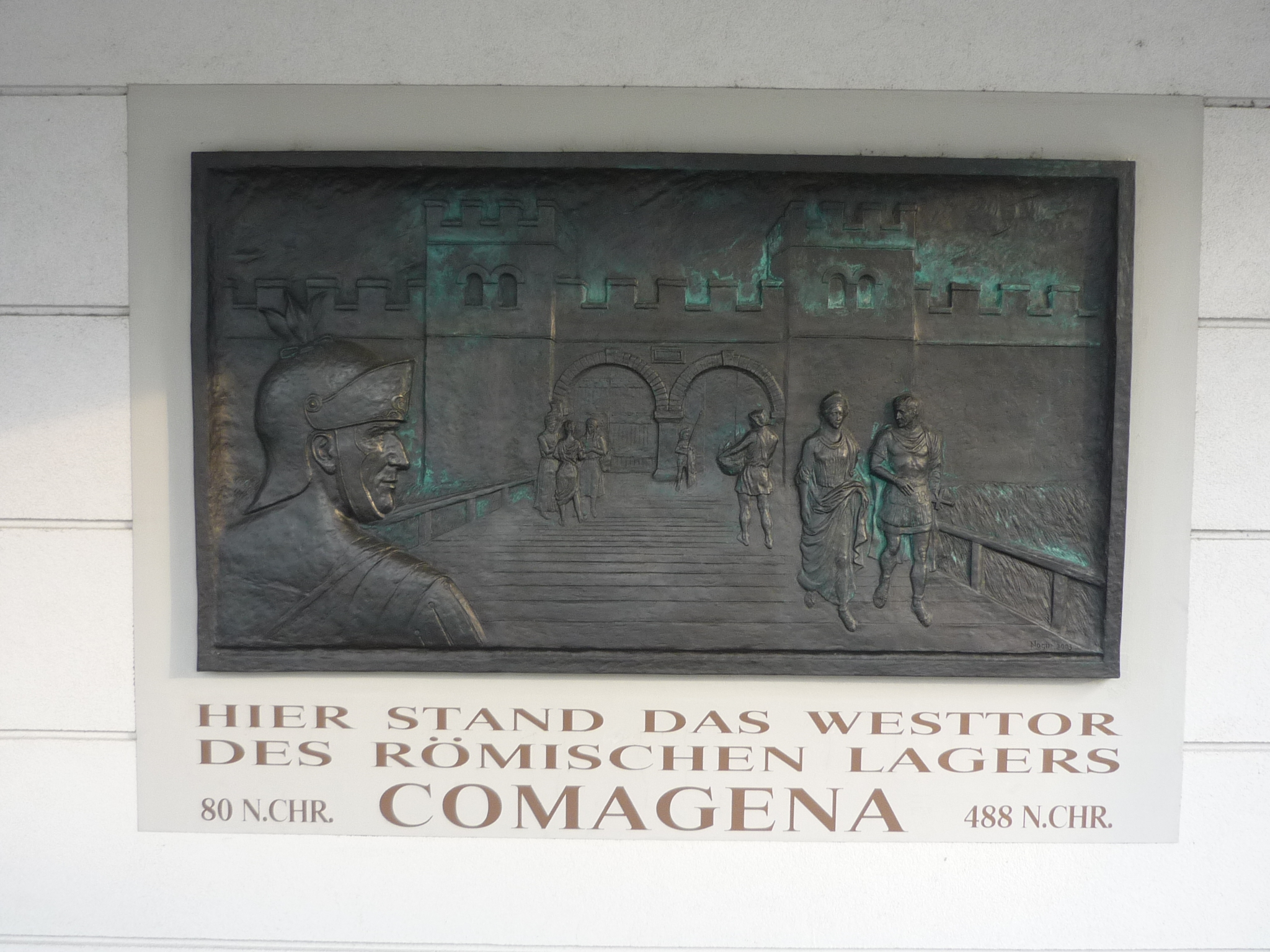
Tafel mit Abbildung der Porta principalis sinistra

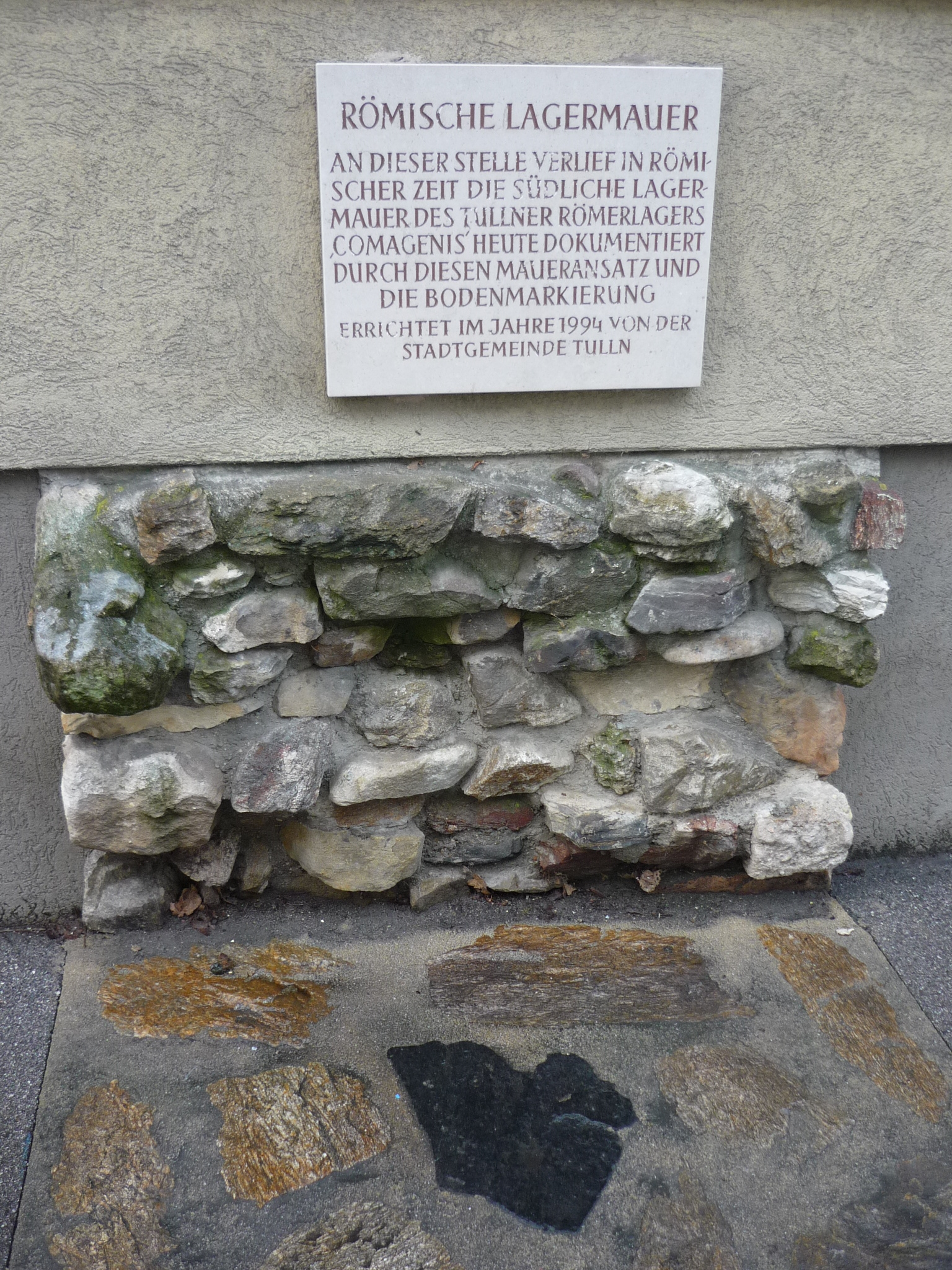
Rest der südlichen Lagermauer

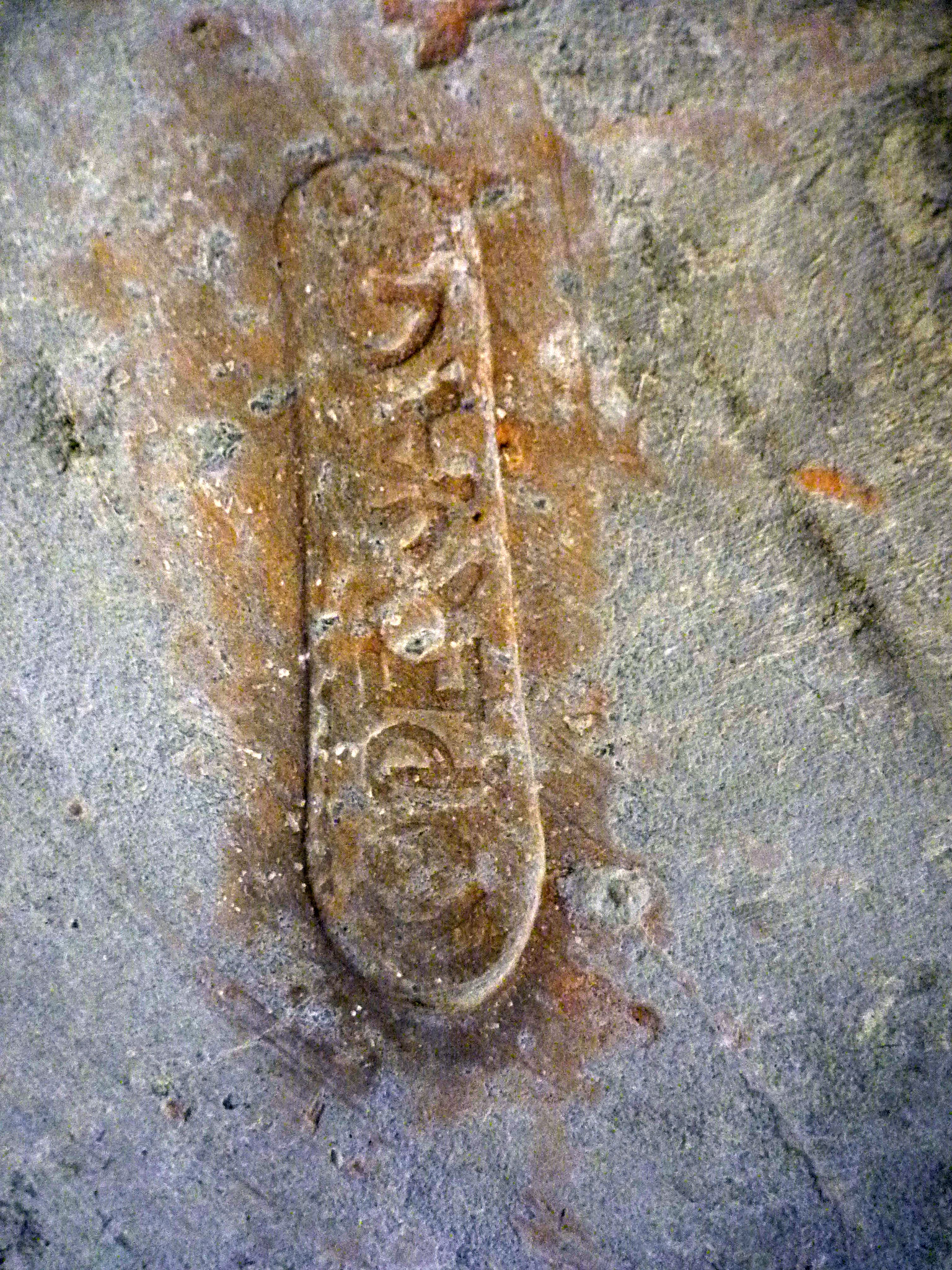
Stempel auf Tullner Dachziegel – CO PE SAG = Cohors Prima Elia Sagittariorum einer im Kastell Klosterneuburg stationierten Kohorte

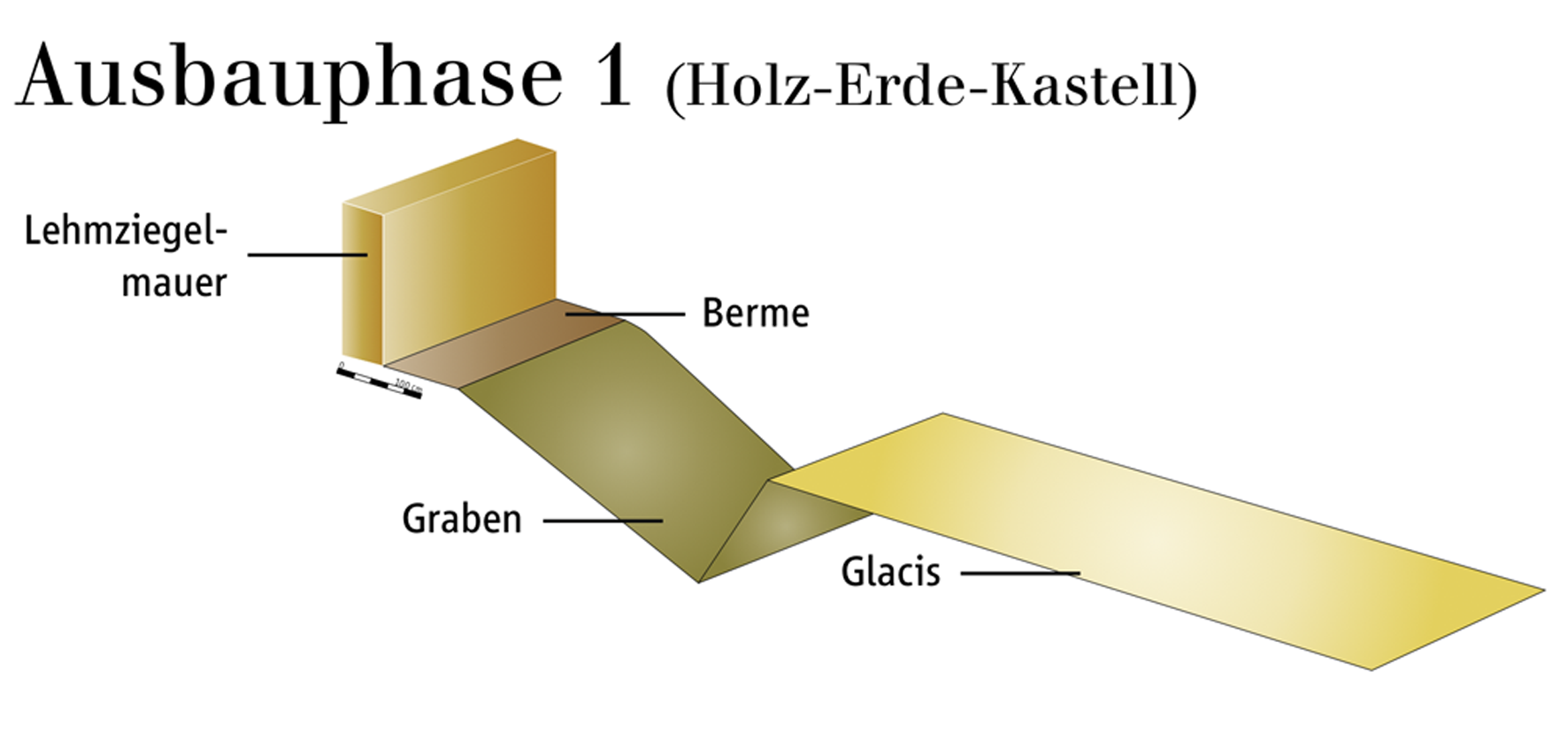
Phase 1 – Holz-Erde-Kastell: Das Holz-Erde-Kastell war mit einem Graben befestigt. Dieser älteste Graben war in den Aulehmboden eingetieft. Das dabei entfernte Aushubmaterial wurde wahrscheinlich zum Bau einer Lehmziegelmauer verwendet. Die spätere Verfüllung des Grabens mit Lehmziegelbruch und zum Teil rechteckigen Lehmbrocken sind ein konkreter Hinweis darauf, dass offensichtlich die Lehmziegel für den Aufbau der Mauer später wiederum als Füllmaterial zurück in den Graben gelangten. Die im Profil erkennbare „getreppte“ Grabenwand lässt auf einen Aushub mittels Spaten schließen. Die Lehmziegelmauer selbst konnte nicht mehr nachgewiesen werden.

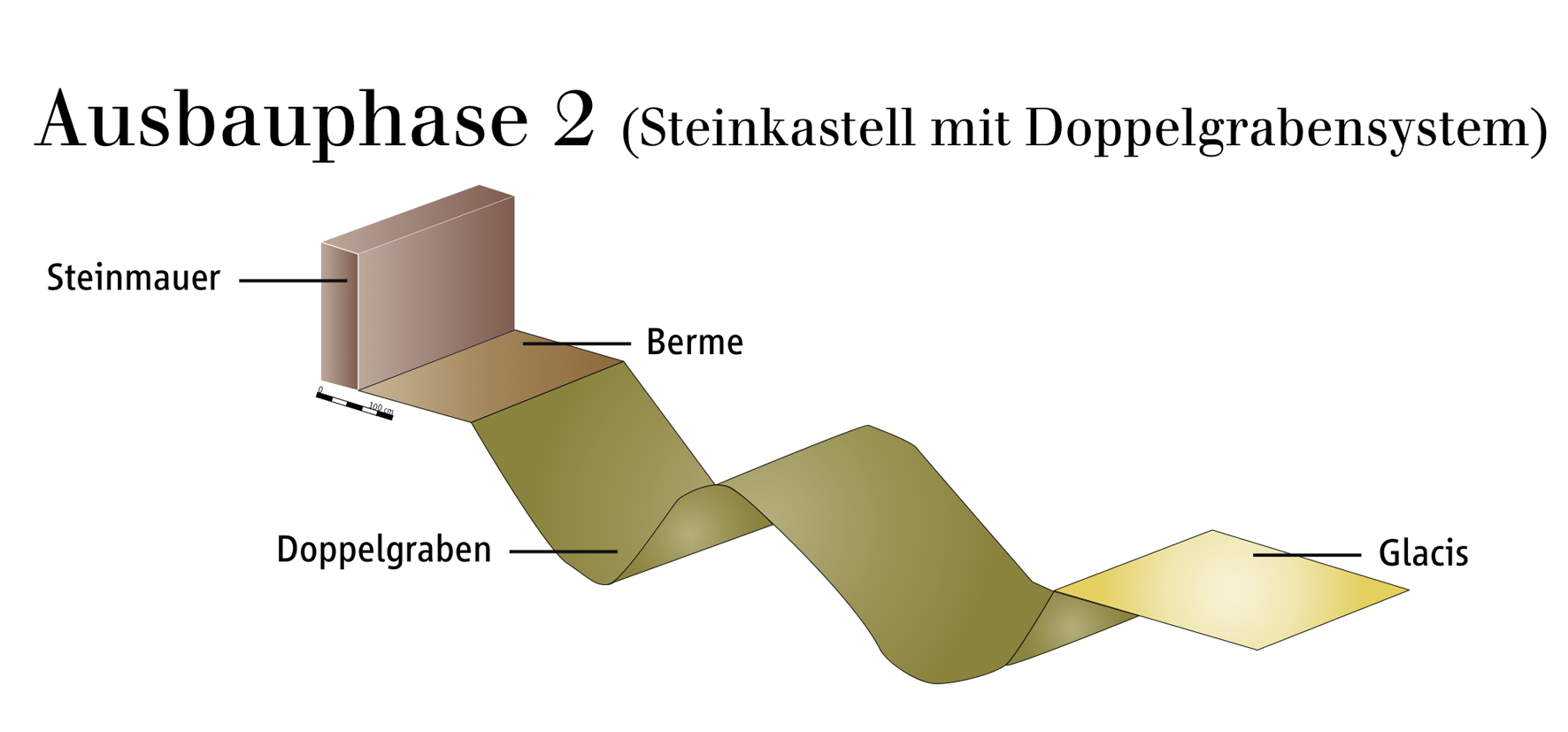
Phase 2 – Steinkastell mit Doppelgrabensystem: Diese Phase der Befestigung dürfte in Verbindung mit dem Steinkastell stehen, da hier Spuren eines Bauhorizontes mit Mörtelresten entdeckt wurden. Vor der aus Stein in Mörtelbindung bestehenden Lagermauer befindet sich ein Graben, der in etwa einen Neuaushub des Grabens aus Phase 1 entspricht. Ein weiterer Graben in ähnlichen Dimensionen ist nun den ersten vorgelagert.

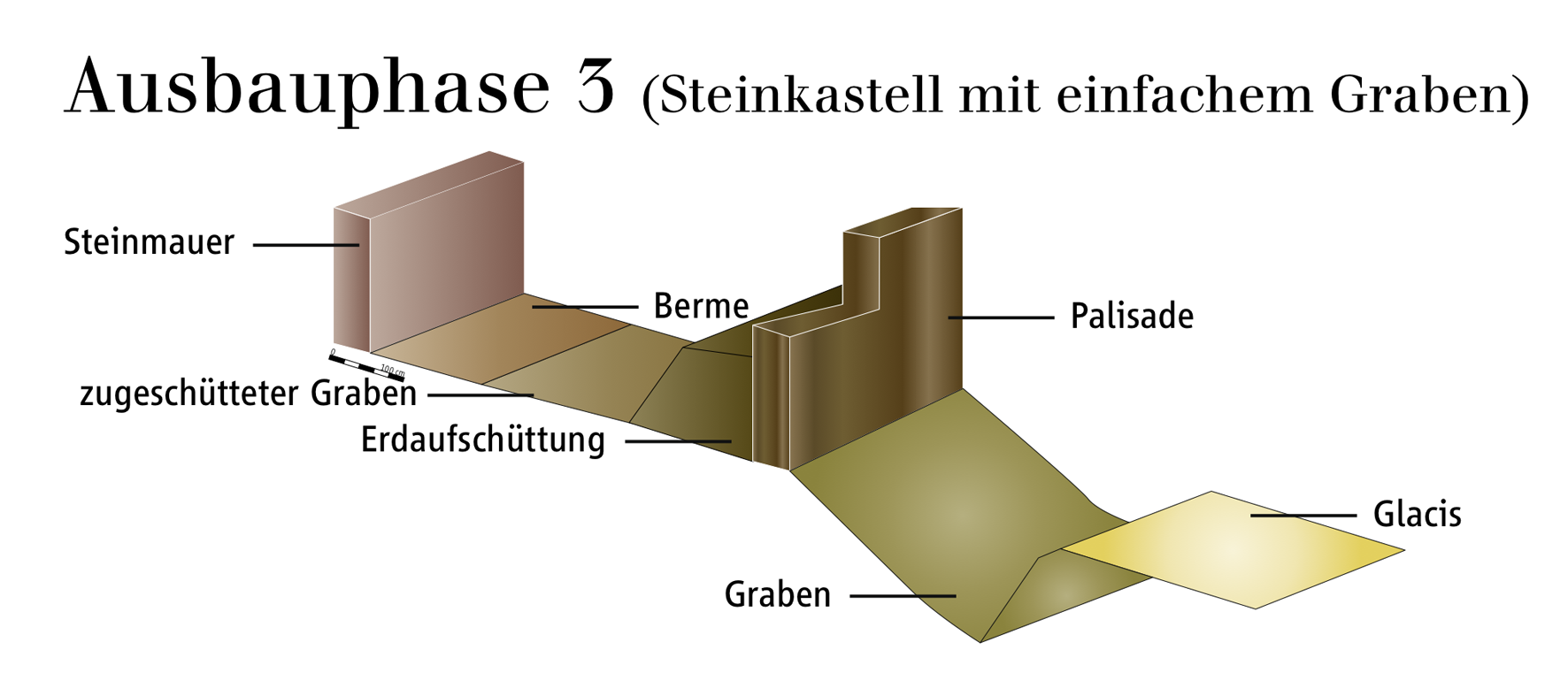
Phase 3 – Steinkastell mit einfachem Graben: In eine spätere Bauphase wurde der äußere Graben der Phase 2 ausgebessert, der innere Graben scheint weitestgehend wieder verfüllt worden zu sein. Besonders auffällig ist ein N-S verlaufendes Fundamentgräbchen an der östlichen Kante des äußeren Grabens. Hier wird ein Holzbau bzw. Palisade vermutet. Gemeinsam mit einem weiteren, rechtwinkelig, d. h. in W-O Richtung verlaufenden Gräbchen, wobei dieses Gräbchen nun in der Füllung des inneren Grabens von Phase 2 liegt, könnte eine Wangenkonstruktion, möglicherweise in Tornähe, vermutet werden. Allerdings ist diese Interpretation von Wewerka und Hirsch nicht ganz unwidersprochen.

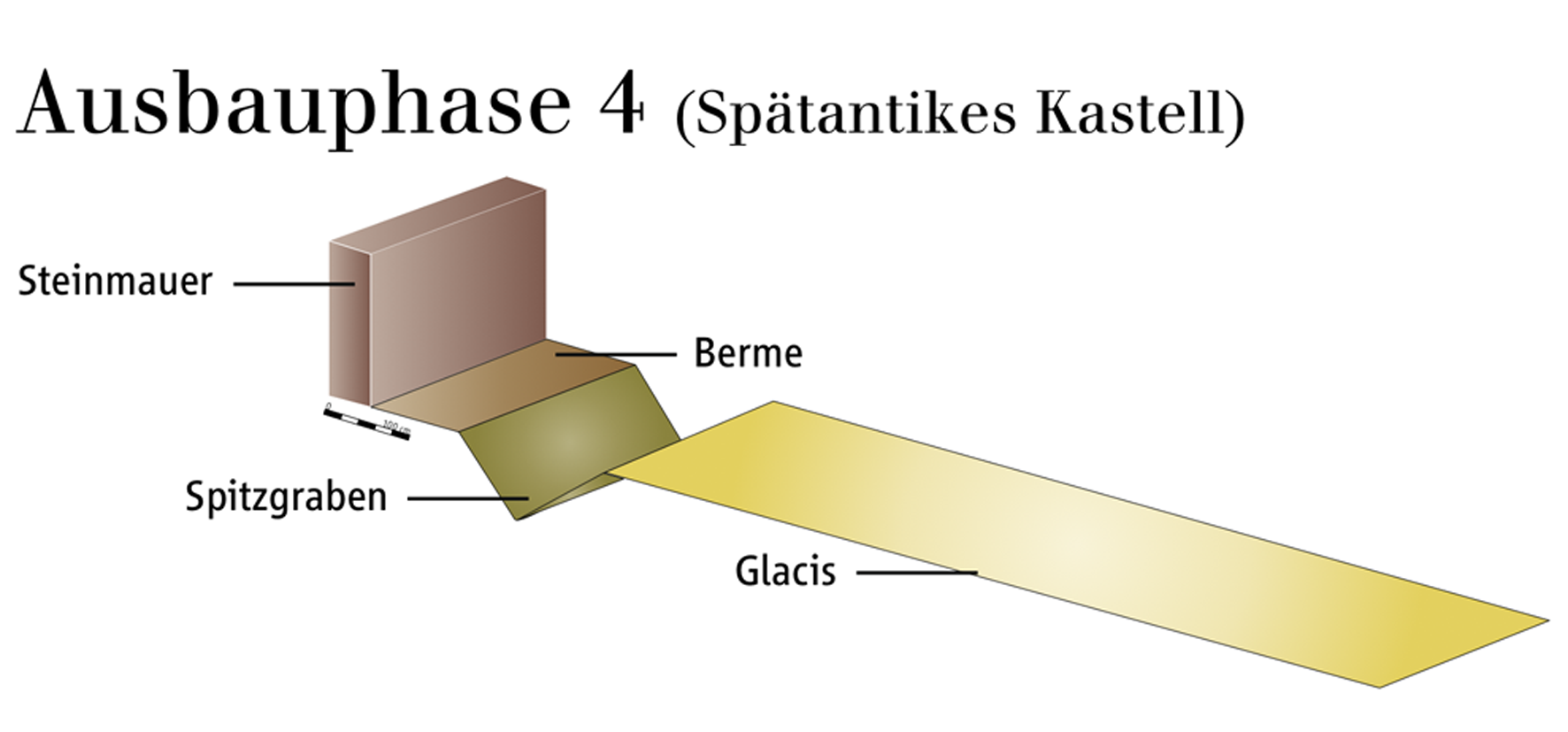
Phase 4 – Spätantikes Kastell: In der spätesten römischen Phase wurde das Grabensystem der Phase 3 zugunsten eines in der Breite kleiner dimensionierten Spitzgrabens aufgegeben. Dieser letzte Graben war mit Steinen, Ziegelbruch und Mörtelbrocken, die vom Zusammensturz oder Abreißen der Lagermauer stammen könnten, verfüllt.

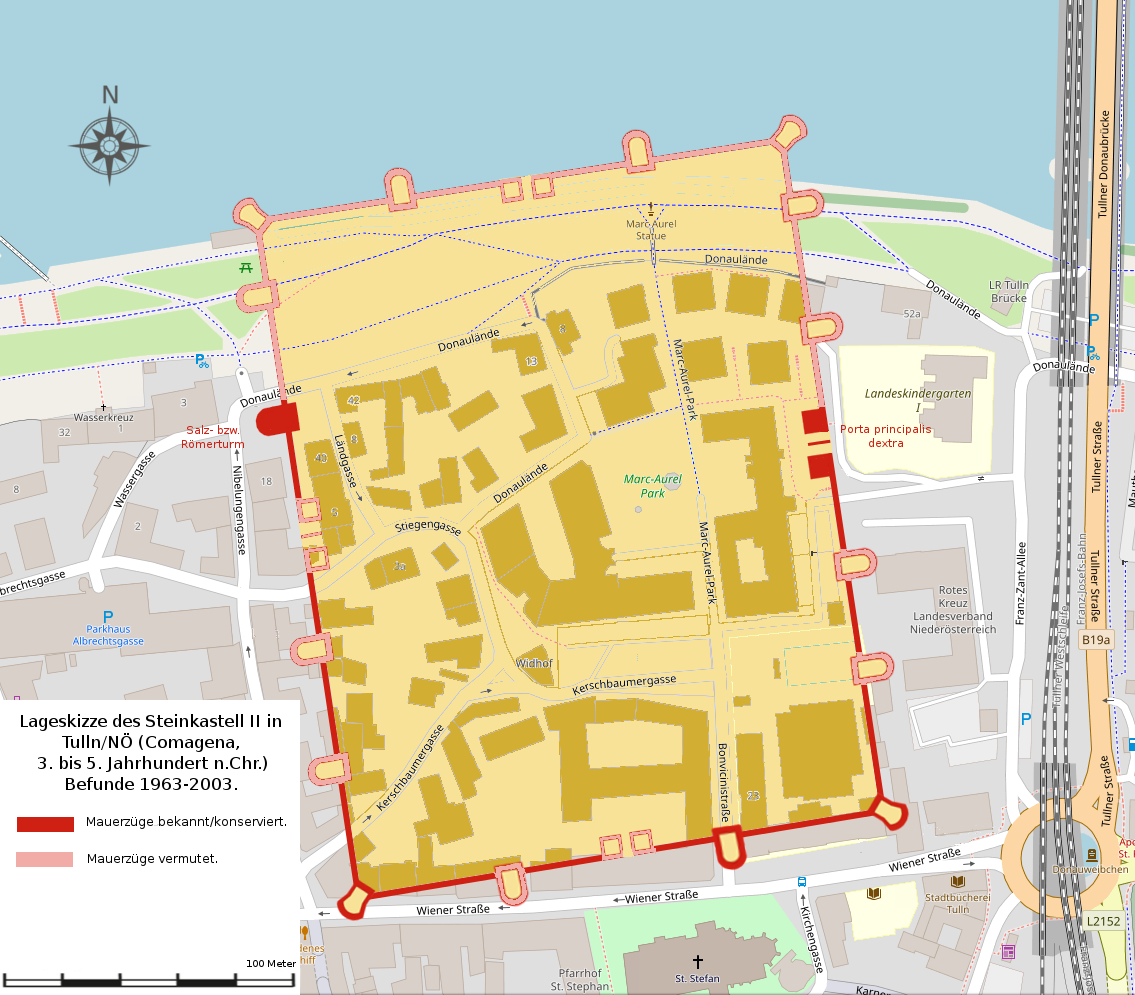
Lageskizze des Steinkastell II (3. – 5. Jahrhundert n. Chr.)

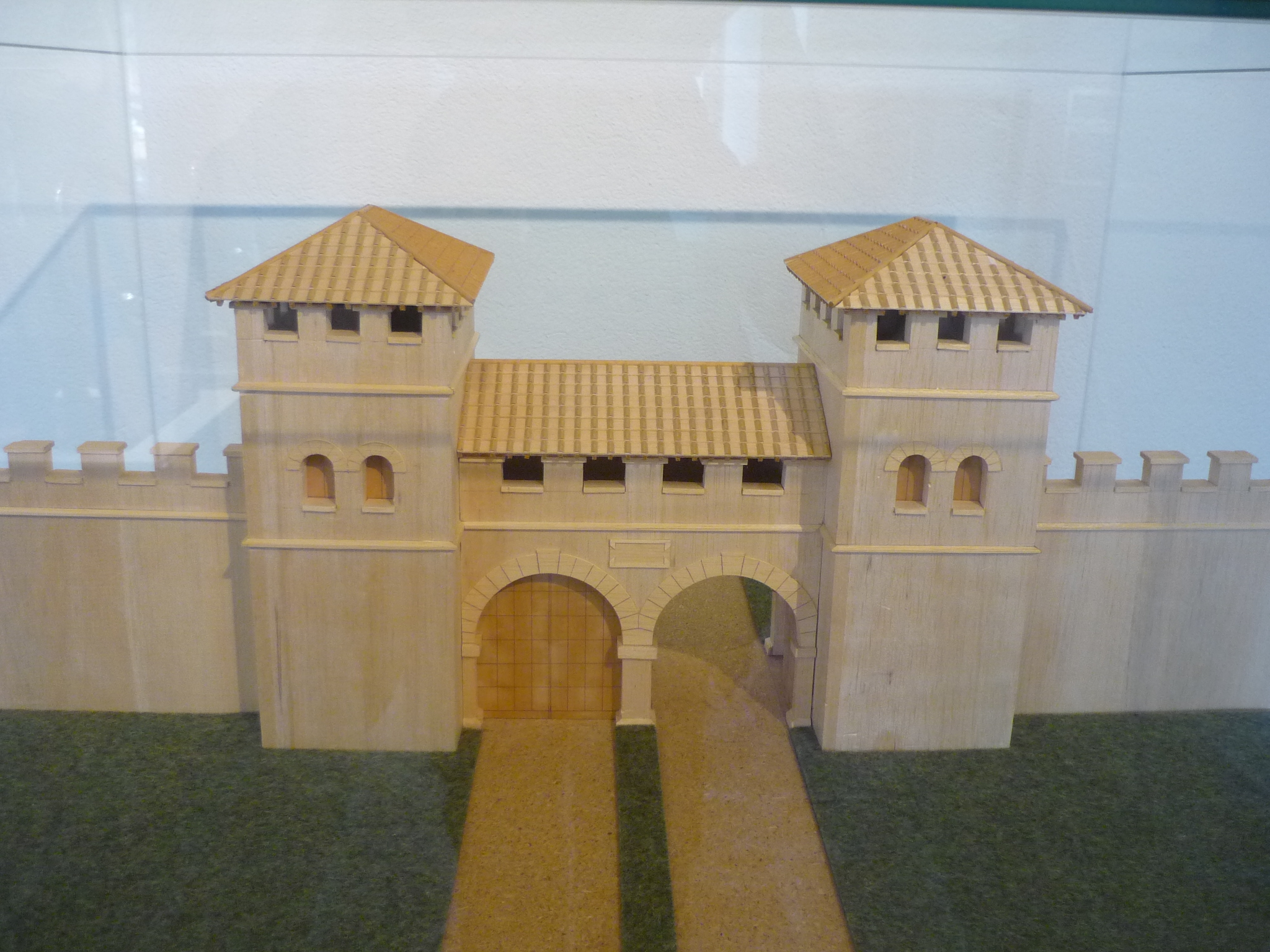
Porta principalis dextra – Rekonstruktion des Osttores im Römermuseum Tulln

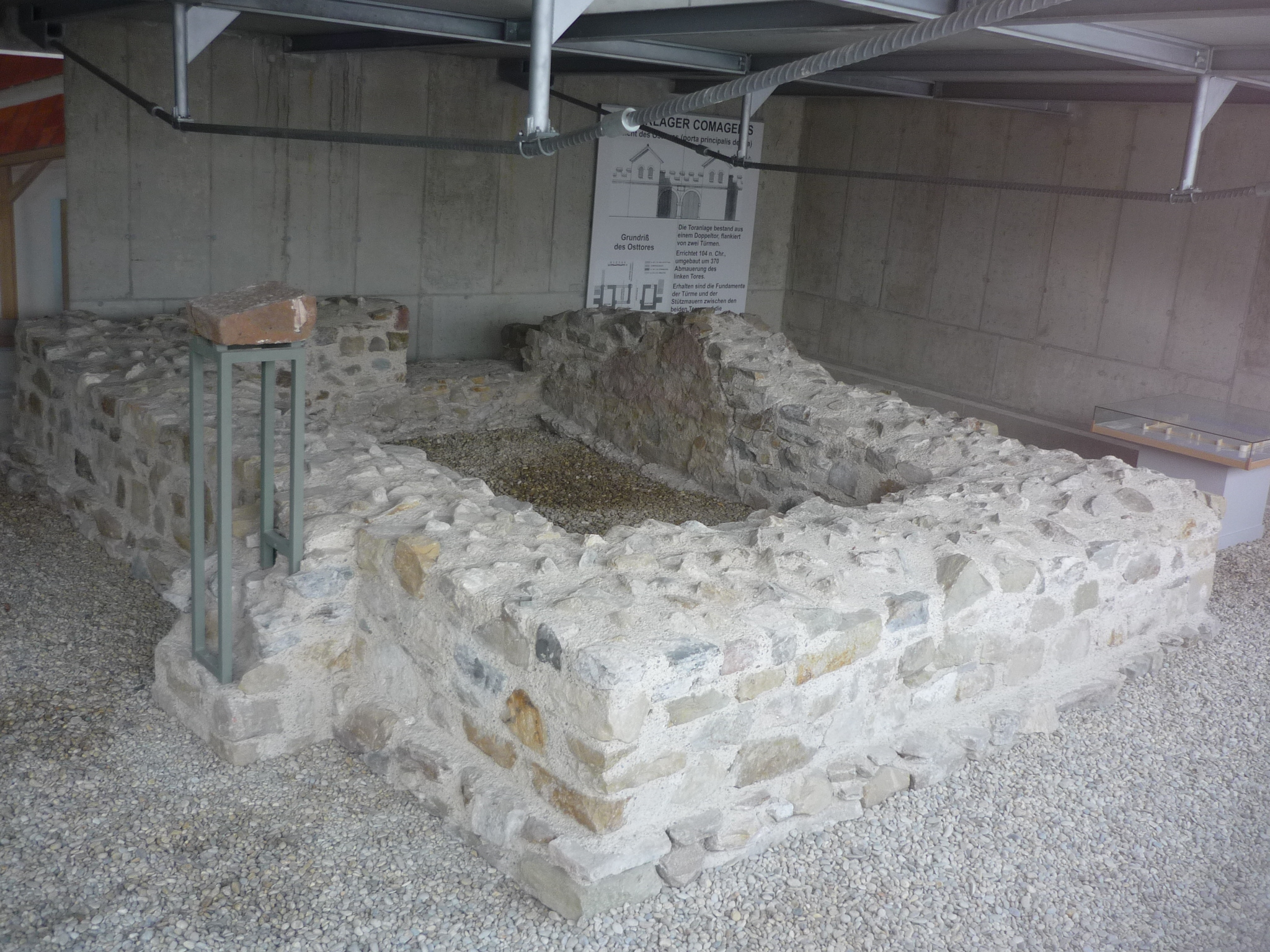
Porta principalis dextra – nördlicher Turm

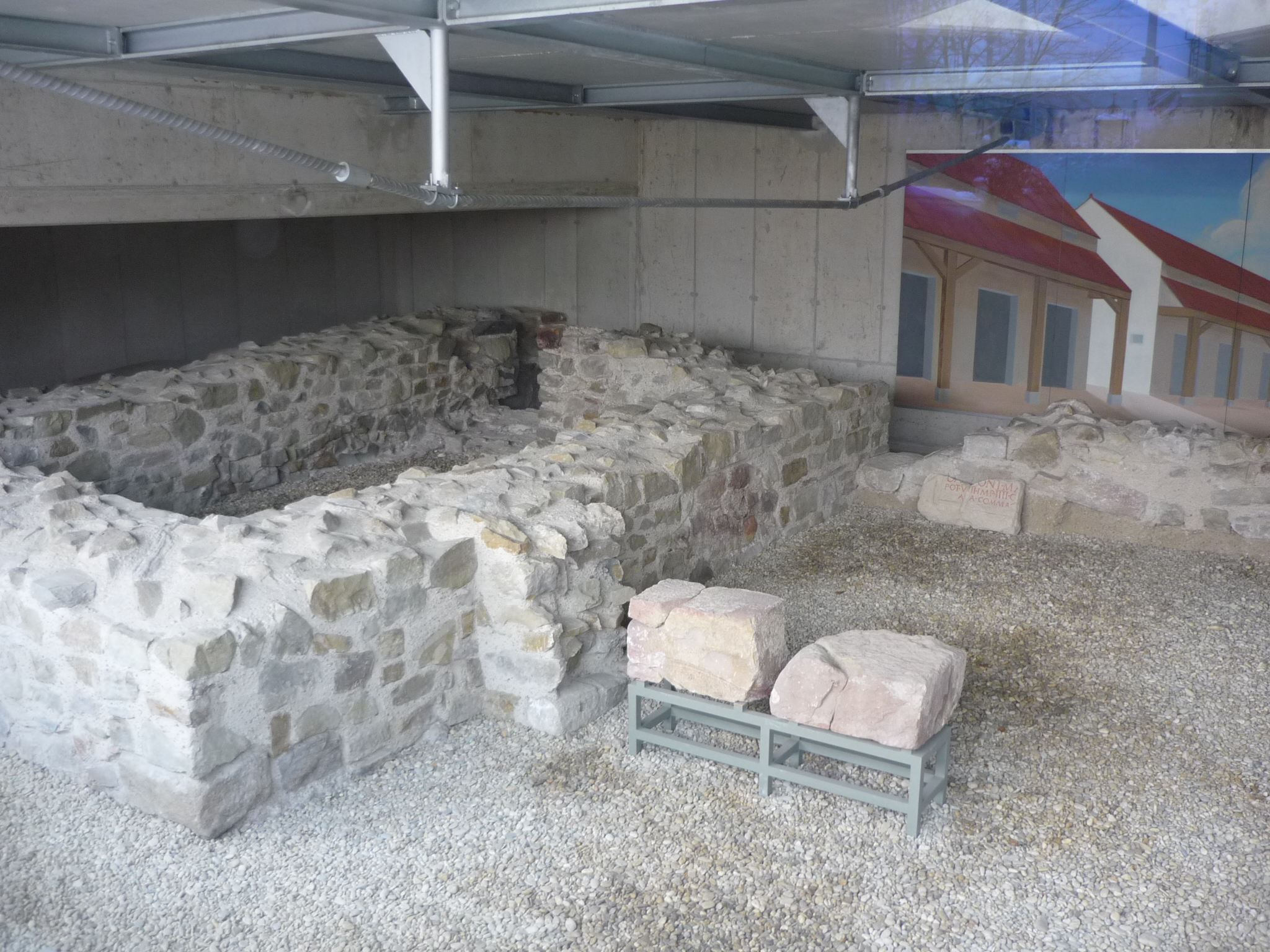
Porta principalis dextra – südlicher Turm

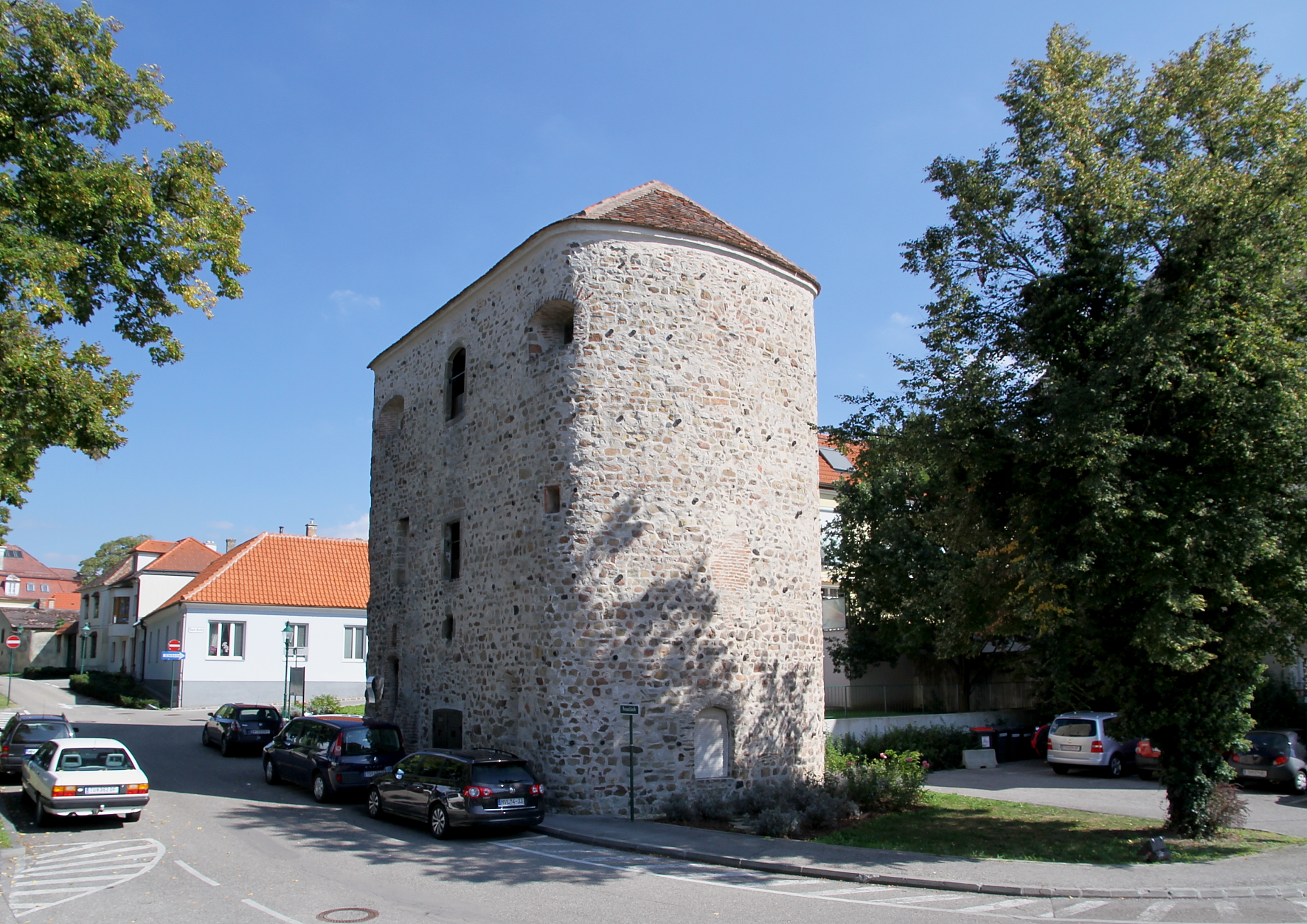
Der Römer- bzw. Salzturm in Tulln – ein fast vollständig erhaltener Hufeisenturm an der einstigen Westmauer des spätantiken Kastells

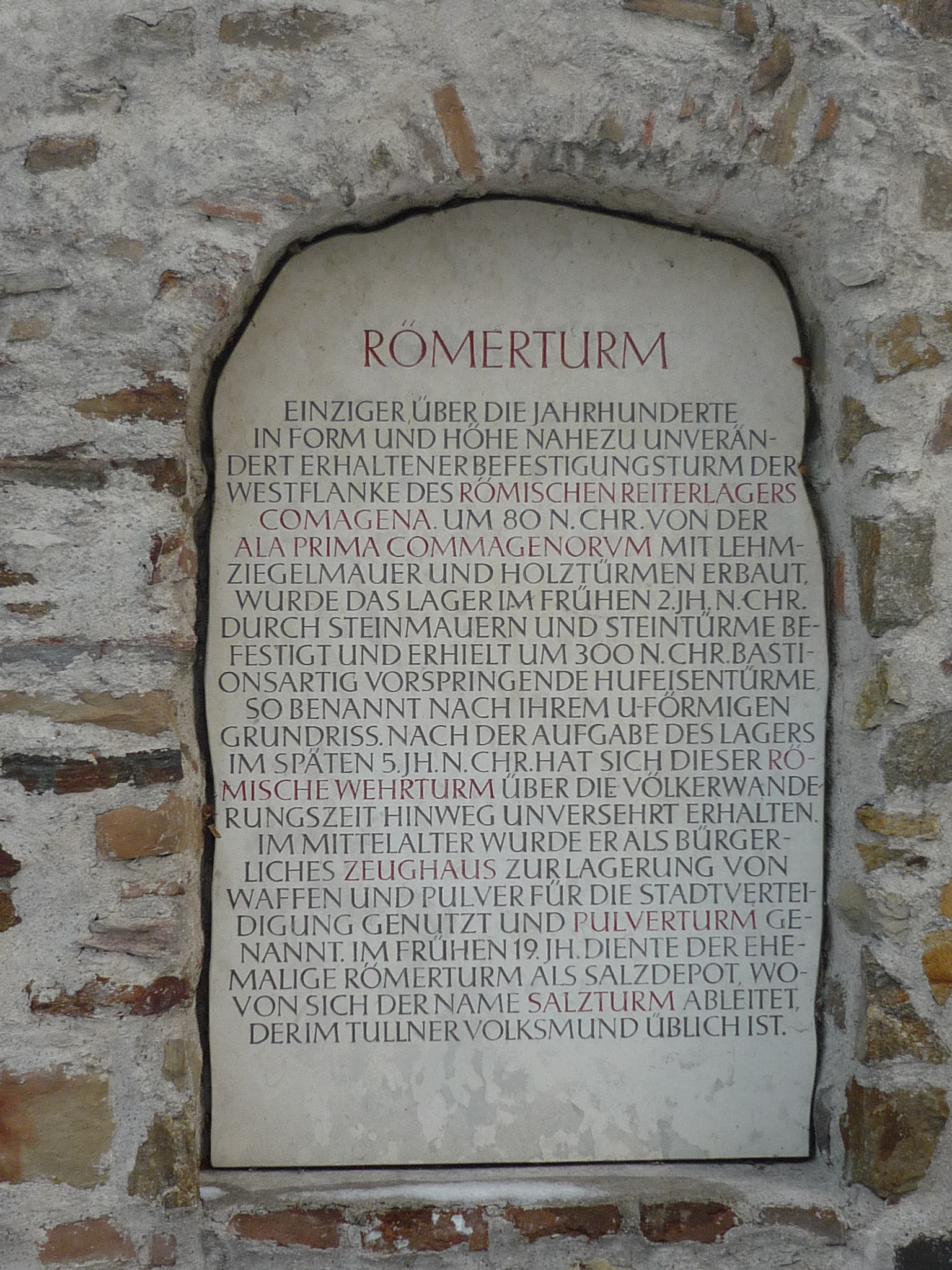
Am Salzturm eingemauerte Informationstafel

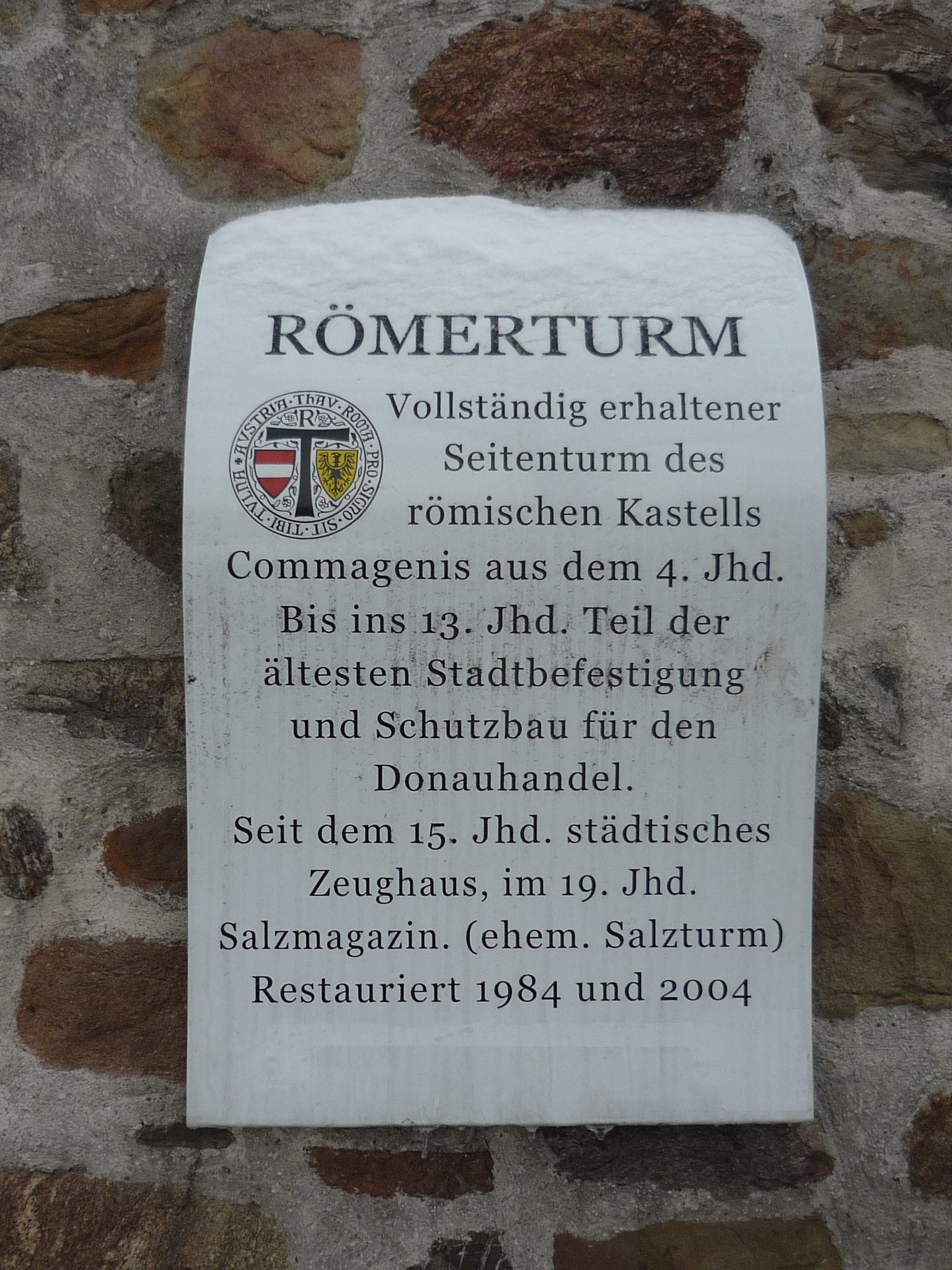
Informationstafel der Stadt Tulln am Salzturm

Grabungsbefund eines römischen Hauses des Vicus

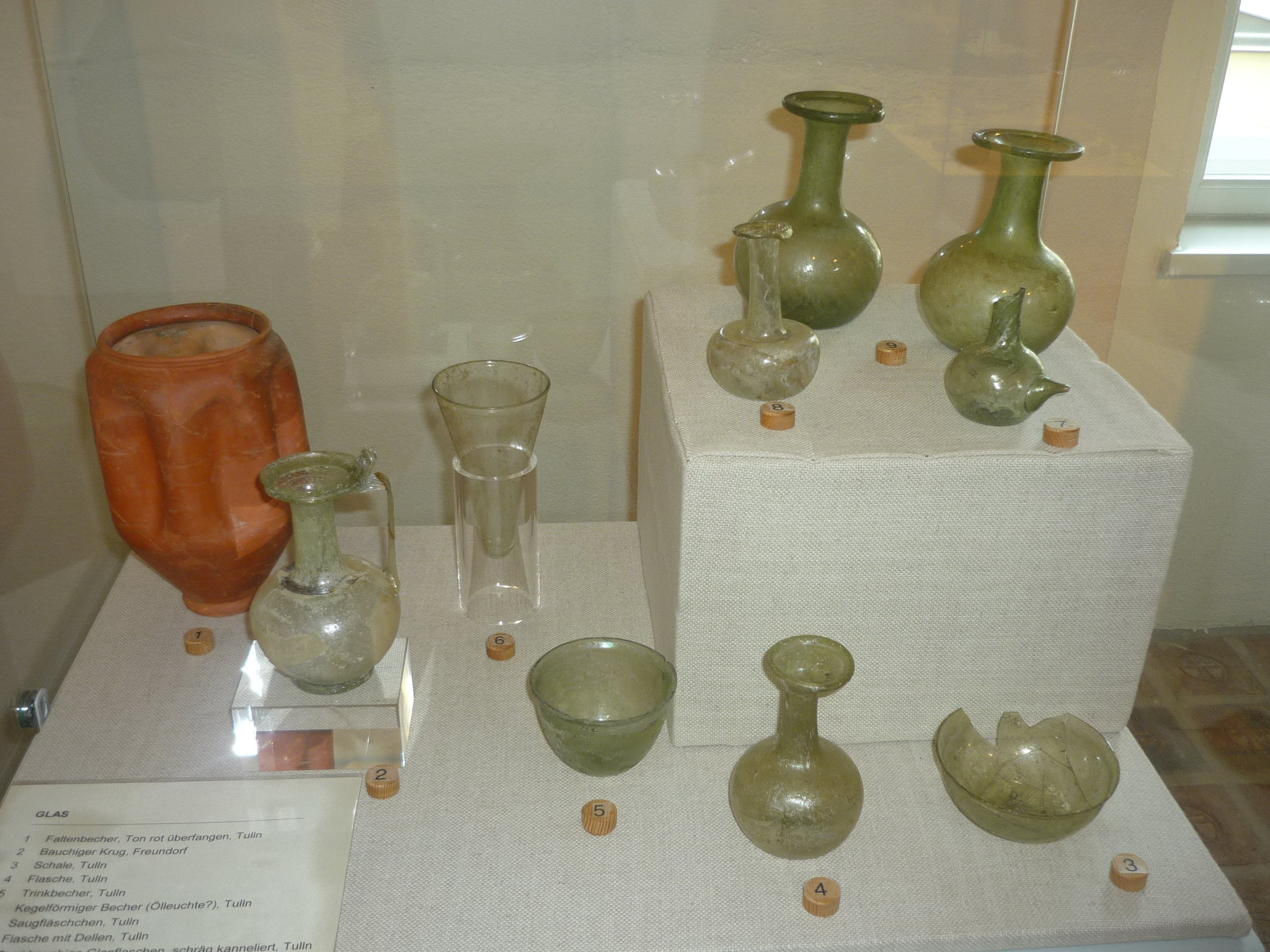
Römische Glasfunde aus Tulln

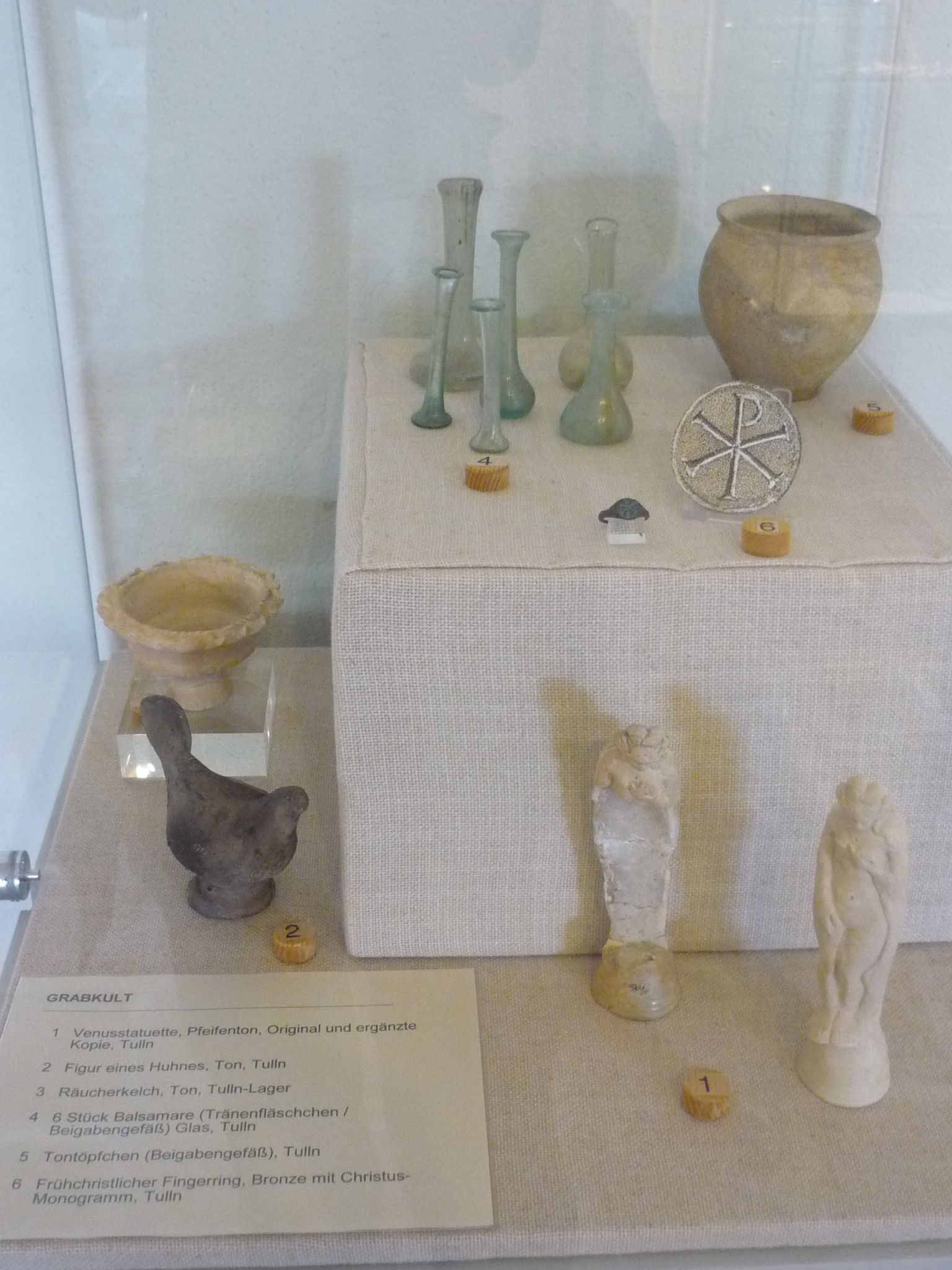
Grabbeigaben aus den Gräberfeldern

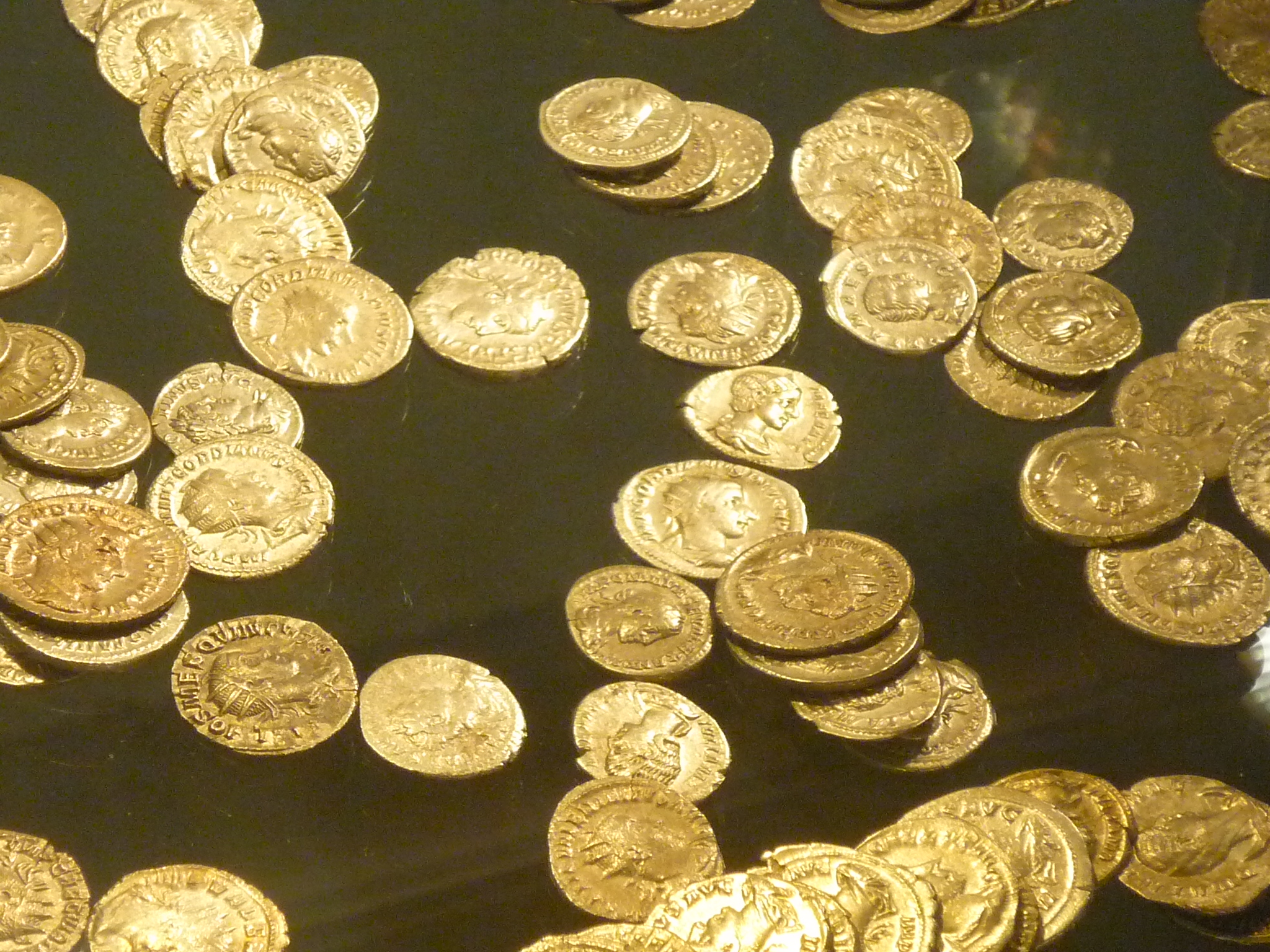
Münzen aus einem Hortfund

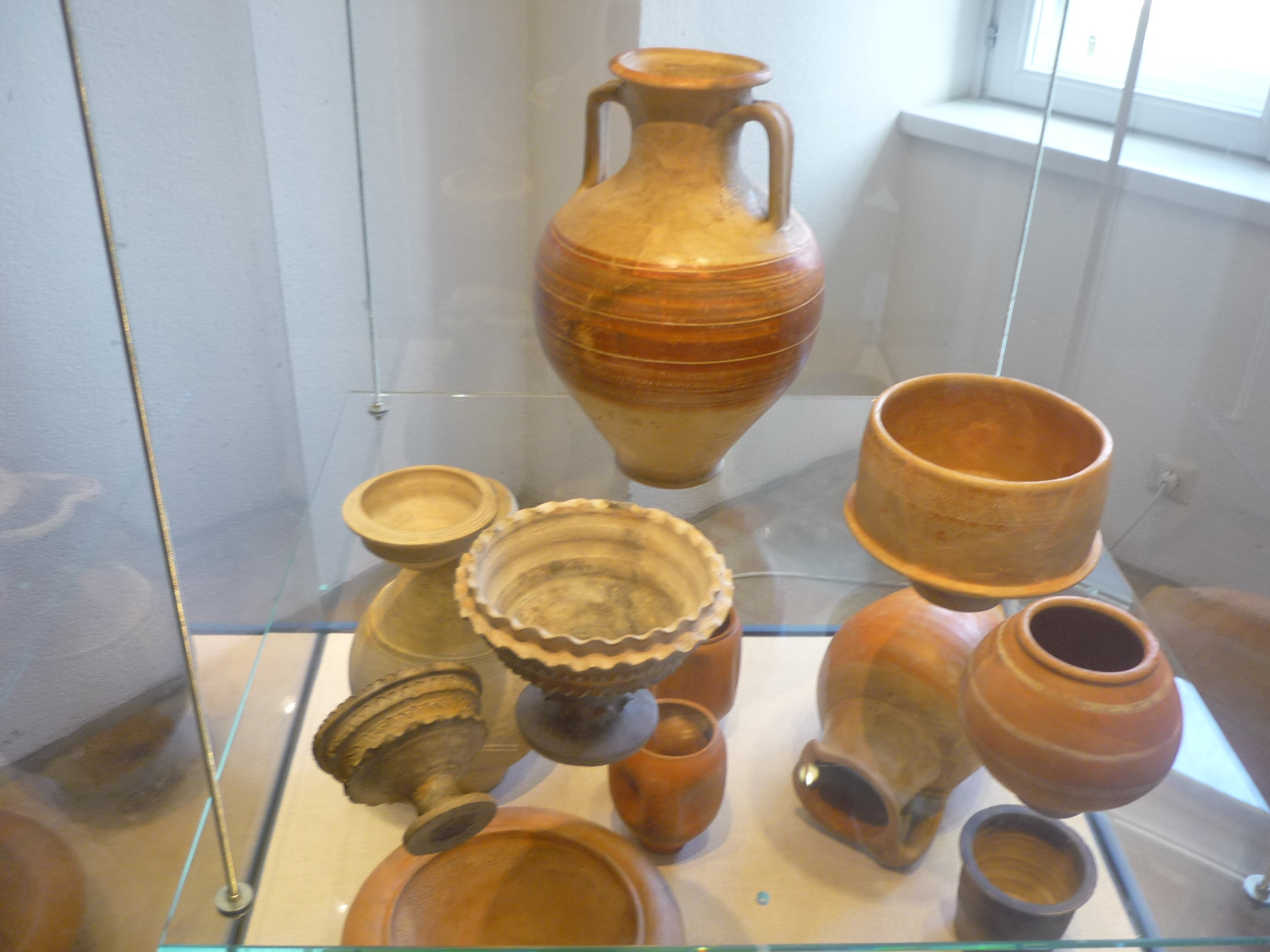
Römische Keramikfunde aus Tulln

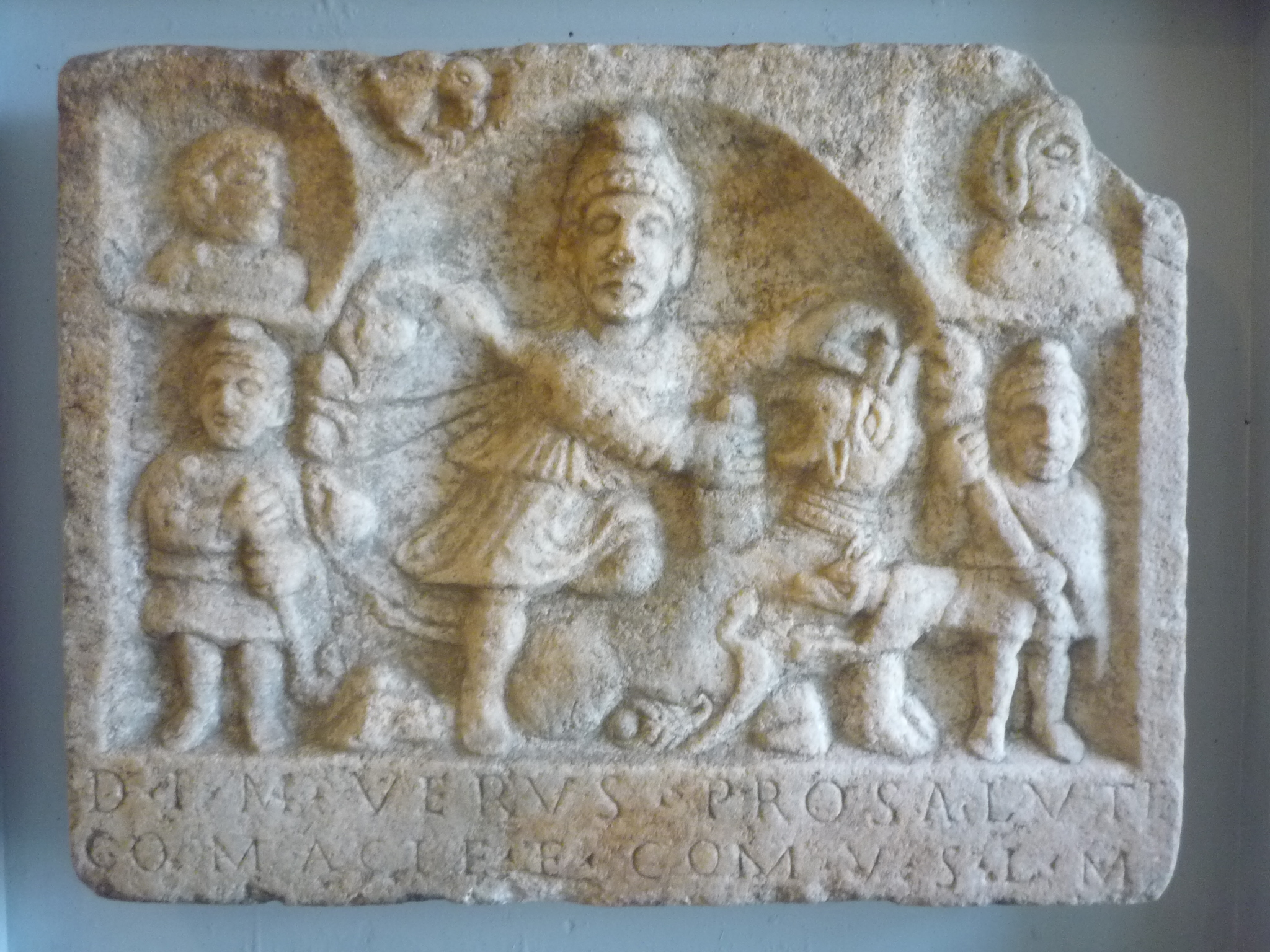
Mithrasrelief, gefunden in St. Andrä vor dem Hagental oder Königstetten

Comagena ist ein römisches Reiterkastell (Alenkastell für 500 Reiter) am norischen Limes im heutigen Österreich. Es befindet sich auf dem Gemeindegebiet der Stadt Tulln, Bezirk Tulln in Niederösterreich. Die Fläche des einstigen Reiterkastells verteilt sich auf das Areal des heutigen Marc-Aurel-Parks und des ehemaligen Landeskrankenhauses, der nördliche Teil des Lagers wurde im Laufe der Zeit komplett durch die Donau abgetragen. Das Bodendenkmal ist seit 2021 Bestandteil des zum UNESCO-Weltkulturerbe erhobenen Donaulimes.
Die besondere strategische Bedeutung des Kastells ergibt sich aus seiner exponierten Lage. Seine Besatzung kontrollierte eine militärisch bedeutsame Furt über die Donau und überwachte das von hier aus gut überschaubare Tullnerfeld. Das Kastell wurde im späten 1. Jahrhundert, wahrscheinlich unter Domitian, als Holz-Erde-Lager errichtet und Anfang des 2. Jahrhunderts zu einem Steinkastell ausgebaut. Aus seiner Belegungszeit bis zum ausgehenden 5. Jahrhundert sind mehrere Umbauphasen bekannt. Ab der Spätantike war Comagena auch Stützpunkt der Donauflotte und Standort einer Reitereinheit. Im Westen und Süden des Kastells wurde aufgrund von Grabungen das Vorhandensein von zumindest zwei Zivilsiedlungen (vicus) und drei Gräberfeldern festgestellt. Der Zerstörung des Kastells um 400 n. Chr. folgte noch eine zivile Besiedlungsphase bis in die ausgehende Antike, die Wiederbesiedlung setzte im späten 8. Jahrhundert ein.

## Lage
Tulln liegt etwa 40 km westlich von der österreichischen Bundeshauptstadt Wien entfernt am rechten Ufer der Donau. Nach dieser niederösterreichischen Stadt wurde das gesamte Gebiet, das Tullner Becken, und dessen südlicher Teil, das Tullnerfeld, benannt. Die Stadt liegt zwischen den Mündungen der Großen und Kleinen Tulln auf einer alluvialen Schotterterrasse, die schon in der ersten Zeit der Besiedlung des Tullner Beckens einen guten Schutz vor saisonalen Hochwasser bot.
Das Tullner Becken war in der Antike größtenteils Überschwemmungsgebiet, so wird erst nördlich der Donau, in einer Entfernung von sechs Kilometern, wieder die Seehöhe von Tulln erreicht. Die Engstelle der Donau am östlichen Rand des Tullner Beckens ermöglichte hier einen Flussübergang.
Auf der vorgeschobenen Zunge festeren Landes in einem ansonsten unwegsamen Alluvialland erhoben sich einst nicht nur die frühmittelalterliche Siedlung, das Tulne des Nibelungenliedes, sondern auch das römische Kastell Comagena. Die Fläche des einstigen Reiterkastells verteilt sich auf den Arealen des heutigen Marc-Aurel-Parks und des ehemaligen Landeskrankenhauses, der nördliche Bereich des Lagers (praetentura) wurde im Lauf der Zeit durch die Donau abgetragen. Seine Lage direkt an der Donau erklärt die besondere strategische Bedeutung des Kastells, einerseits in der Kontrolle des nicht nur militärisch bedeutsamen Donauübergangs und in der Überwachung des von diesem Standort aus gut zu überblickenden Tullner Feldes.

## Name
In der antiken Literatur wird Comagena in einer Reihe von Quellen erwähnt. So wird in der Tabula Peutingeriana Comagenis  mit einer Entfernung von 13 römischen Meilen von Vindobona angegeben – wobei hier wahrscheinlich 23 römische Meilen gemeint waren.
Im Itinerarium Antonini wird die Strecke Vindobona–Lauriacum mit zwei verschiedenen Routen beschrieben:
- Vindobona m.p. XXIII – Comagenis m.p. XXIII – Cetio m.p. XXII – Arlape[5]
und
- Vindobona m.p. XX – Comagenis m.p. XXX – Cetio m.p. XX – Arlape.[6]

Insgesamt vier Erwähnungen finden sich in der Notitia dignitatum. An zwei Stellen sind die
- lanciarii Comaginensis[7], die
- equites promoti Comagensis[8] und eine Einheit unter dem Befehl eines
- praefectus classis Arlapensis et Maginensis[9]

verzeichnet.
Auch im Bericht von Eugippius in der Vita Sancti Severini wird das römische Tulln erwähnt: inde ad proximum quod Comagensis appelabatur oppidum declinavit.
Eine Reliefplatte des Mithras aus der Mitte des 3. Jahrhunderts, die in der Nähe von Tulln gefunden wurde, trägt folgende Inschrift:
D(eo) I(nvicto) M(ithrae) Verus pro salute
Comacie et Com(aciensium oder magenorum) v(otum) s(olvit) l(ibens) m(erito)
Übersetzung: „Dem unbesiegbaren Gott Mithras hat Verus für das Heil von Comagenis und der Einwohner von Comagenis (oder auch Kommagene) das Gelübde gern und nach Verdienst eingelöst.“
Im Jahre 2000 wurde bei Restaurierungsarbeiten an der östlichen Toranlage eine Bauinschrift mit der Angabe der im Tullner Lager stationierten Reitertruppe, der ala I Commagenorum, entdeckt. Diese Ala ist nach ihrem ursprünglichen Rekrutierungsgebiet, dem kleinen nordsyrischen Königreich Kommagene in Kleinasien, benannt. Damit ist auch der eindeutige Beweis für die Gleichsetzung des Militärlagers in Tulln mit Comagena gegeben.

## Entwicklung
Die vorliegenden Befunde sprechen für eine Errichtung des Kastells unter Kaiser Domitian (81–96). Das frühe Holz-Erde-Lager wurde auf brandgerodetem Boden errichtet, mit hoher Wahrscheinlichkeit durch die Ala I Commagenorum, die aus dem kleinasiatischen Kommagene an die Donaugrenze versetzt wurde. Das Holz-Erde-Lager wies eine Verblendungsmauer aus luftgetrockneten Lehmziegeln auf und wurde während seiner etwa 30-jährigen Verwendungszeit zumindest teilweise ausgebessert.
Der Umbau des Holz-Erde-Lagers zum Steinkastell fand in der Regierungszeit des Kaiser Trajan (98–117) statt.
Großflächige Zerstörungen während der Markomannenkriege werden vermutet, Beweise hierfür konnten aber keine gefunden werden.
Wiederholte Renovierungen an der porta principalis dextra und ihren beiden Türmen lassen für das 3. Jahrhundert mehrere Zerstörungen bzw. Brandkatastrophen, von denen zwei sich dank der Münzschatzfunde in die Jahre knapp nach 258 und 283 datieren lassen, annehmen. Es wird vermutet, dass diese Zerstörungen aber eher auf die Usurpationen und Bürgerkriege des unruhigen 3. Jahrhunderts zurückzuführen sind und nicht auf Einfälle auswärtiger Barbarenstämme.
In den Jahren 337–371 (die Zeitperiode zwischen der Herrschaft des Constantius II. und Valentinian I.), als die norischen Grenztruppen (Ripenses) unter dem Befehl des – auch inschriftlich nachgewiesenen – Grenzgenerals (Dux) Ursicinus standen, wurde eine letzte umfassende Renovierung des Lagers in Angriff genommen.
Eine weitere schwere Zerstörung des Lagers wurde für die zweite Hälfte des 4. Jahrhunderts festgestellt, wobei das mit Ursicinusstempeln versehenen Ziegeln der Legio II Italica abgedeckte Osttor abbrannte; die mächtige Brandschicht ist ein Hinweis darauf, dass dieses Feuer möglicherweise auch das übrige Lager verheert hatte. Im Rahmen eines rasch durchgeführten Wiederaufbauprogramms wurde die südliche Durchfahrt des Tores zugemauert.
Die vielen Funde (Keramik u. a.) sowie die zahlreichen spätantiken Gräber um das Lager sind eindeutige Beweise für die weitere Nutzung des Lagers im letzten Abschnitt der römischen Herrschaft in Noricum. Im späten 4. Jahrhundert wurde das Lager größtenteils von der Zivilbevölkerung in Besitz genommen und nurmehr durch eine stark reduzierte Garnison verteidigt. Laut Vita Sancti Severini bestand die letzte Besatzungstruppe des Lagers/Oppidums aus germanischen Föderaten, dieser Bericht wird durch Keramikfunde im Bereich des südlichen Lagerturms gestützt. Die Vita Sancti Severini berichtet auch von einem Erdbeben während des Aufenthalts von Severin in Comagena. Weitere Fundmaterialien und Beobachtungen in den Gräberfeldern bestätigen, dass das Lager nach den Rugierfeldzügen aufgegeben und wohl aufgrund des Absiedlungsbefehls Odoakers (vermutlich um das Jahr 488) von der romanischen Bevölkerung verlassen wurde.
Wenn auch bisher noch nicht eindeutig nachgewiesen, wird davon ausgegangen, dass die Ruine des Kastells im Zuge des Awarenkrieges von Karl dem Großen im Jahr 791 wieder besiedelt wurde. Eine archäologische Absicherung hierfür liegt zumindest für das 10. Jahrhundert vor. Auf den Ruinen des römischen Lagers wurde im frühen Mittelalter zunächst eine Burg angelegt, die später in ein Kloster umgewandelt wurde.

## Forschungsgeschichte
Trotz wiederholter Auffindung von Einzelfunden und Gräbern in den beiden vorangegangenen Jahrhunderten ist es erst in den letzten Jahrzehnten zu umfangreichen und systematischen archäologischen Grabungen im Tullner Gebiet gekommen. Dies ist umso erstaunlicher, da die Entdeckung von zahlreichen Funden schon sehr früh annehmen ließ, dass sich in Tulln eine bedeutende römische Siedlung befunden haben muss.

### Frühe Berichte
Erste Funde römischer Herkunft im Tullner Raum sind bereits aus dem 16. Jahrhundert bekannt. In den Jahren um 1730 wurde in St. Andrä oder Königstetten im Tullnerfeld ein heute im Tullner Römermuseum aufgestelltes Mythrasrelief aus weißem Marmor geborgen.
Bereits im Jahre 1861 wurden mehrere Reliefsteine aus dem Abbruchmaterial des Wienertores geborgen, worin diese offensichtlich als Baumaterial für die mittelalterliche Stadtbefestigung Tullns gelangt waren. Ende der 1860er Jahre wurde in unmittelbarer Nähe des Bahnhofes ein größeres antikes Gräberfeld, das vor allem aus Brandgräberbestattungen bestand, freigelegt. Weitere Gräber wurden in den 1880er Jahren ausgegraben. In den Folgejahren kam es immer wieder zu einer Reihe von weiteren Einzelfunden, die gestempelte Ziegel, Keramik, Münzen des Vespasian bis Galerius und andere kleinere Gegenstände zu Tage brachten.
Südöstlich von Tulln, in der Nähe der Ortschaft Nitzing, wurde Ende des 19. Jahrhunderts am heutigen Aufstellungsort ein Meilenstein, der erstmals in einer Quelle aus dem 14. Jahrhundert erwähnt wird, wiederentdeckt. Dieser Meilenstein gibt den Verlauf der Limesstraße nach Cetium an.

### Grabungen des 20.Jahrhunderts
Trotz dieser auffälligen Häufung von Funden kam es erst im Jahre 1928 zu einer kleineren planmäßigen Grabung, die vom Wiener Archäologen Josef Nowalski de Lilia geleitet wurde. Im Rahmen dieser Grabung wurde auf dem sogenannten Wildacker auch ein bronzener Fingerring mit aufgesetzter Platte, die ein Christogramm zeigt, geborgen. Dieser Fund war ein einzigartiger Beweis für die Anwesenheit der ersten Christen in Comagena. Im gleichen Jahr wurde das Heimatmuseum Tulln durch den „Verein Heimatmuseum Tulln“ als Sammelort aller archäologischen Funde, gegründet. In den folgenden Jahrzehnten kam es abermals zur Aufdeckung römischer Gräber, insbesondere in den 1930er Jahren.
Besonders in den Jahren nach dem Zweiten Weltkrieg kam es bei Bauarbeiten und Neubauten im Tullner Stadtbereich immer wieder zu Funden und kleineren Notgrabungen, die den Nachweis von ausgedehnten Gräberfeldern im Süden und Westen außerhalb der Altstadt erbrachten.
Berichte aus dieser Zeit erwähnen immer wieder Münzfunde, speziell im Bereich der Altstadt, auf Feldern im Umland von Tulln, aber auch aus den Augebieten nördlich der Donau. Besonderes erwähnenswert ist hierbei die Entdeckung eines Münzhortes mit über 1700 Münzen, der vor allem Denare und Antoniniane enthielt.
Noch im Jahre 1949 bestand über Lage und Ausdehnung des Kastells keine genaue Vorstellung. Erst nach 1950 wurden konsequente Fundbeobachtungen durchgeführt, vor allem durch das Tullner Heimatmuseum und dem Österreichischen Archäologischen Institut vorangetrieben.
In der Bonvicini-Straße stieß man 1964 auf Mauerreste, die als Teil eines spätantiken Hufeisenturmes der südlichen Kastellmauer erkannt wurde.
Ein römischer Meilenstein wurde im März 1968 aus dem Abbruchmaterial eines Hauses in der Kirchengasse geborgen. Eine archäologische Untersuchung im Jahr 1970 in der Wilhelmstraße 10 brachte weitere römische Funde ans Tageslicht. Eine im Jahre 1974 vorgenommene Untersuchung im Bereich des romanischen Karners führte zur Entdeckung von weiteren römischen Gebäuden und Holzbauten mit Herdgruben. 1978 wurde beim Neubau von Wohnungen südlich des Salzturmes und östlich der Nibelungengasse die westliche Spitzgrabenanlage des Lagers angeschnitten.
Im Zuge der Innenrenovierung der Stadtpfarrkirche konnte das Bundesdenkmalamt unter der Leitung von Hannsjörg Ubl unterhalb der Kirche römerzeitliche gemauerte Gebäude durch Grabungsschnitte nachweisen. Zu weiteren aufsehenerregenden Funden führte eine Rettungsgrabung des Bundesdenkmalamts im Jahre 1980 im Vorfeld der Errichtung eines neuen Krankenhaustraktes im Park des Landeskrankenhauses. Innerhalb von nur vier Monaten wurden die Reste der porta principalis dextra (Osttor), seiner zwei Flankentürme sowie gut erhaltene Mauern des älteren, zum Teil aus Holz und Lehmziegel errichteten, frühkaiserzeitlichen Kastell freigelegt.
1984 kam es zur Untersuchung und Restaurierung des sogenannten Salzturmes, einem Hufeisenturm der westlichen Lagerfront, durch Hannsjörg Ubl vom Bundesdenkmalamt. Der südöstliche Eckturm des Lagers wurde 1989 durch das Institut für Ur- und Frühgeschichte der Universität Wien ausgegraben.
Eine Reihe von Notgrabungen fand seit 1991 durch den Verein ASINOE (Archäologisch-Soziale Initiative Niederösterreich) im Auftrage des Bundesdenkmalamts im Bereich des ehemaligen Lagers, im Vicus und im südlichen, spätantiken Gräberfeld statt:
- September 1991: Grabung im Bereich Hauptschule Wienerstrasse – „Sporthauptschule“ geleitet von Martin Krenn – Freilegung der südlichen Lagerbefestigung.
- September 1993/Februar 1994: Grabung im Bereich Kerschbaumgasse geleitet von Margit Bachner – Freilegung von römischen Kasernenbauten.
- April 1991/Juli 1992: Grabung im Bereich Ländgasse geleitet von Barbara Wewerka – Entdeckung der westlichen Kastellmauer und Reste des zum römischen Lager gehörenden Befestigungssystems.
- Dezember 1994/August 1995: Grabung im Bereich Ländgasse geleitet von Barbara Wewerka – Entdeckung von mehreren Bauphasen der Fortifikation des römischen Lagers.
- April bis August 1991 und Dezember 1991 bis Juni 1992: Grabung im Bereich Minoritenkloster geleitet durch Johannes Tuzar, Institut für Ur- und Frühgeschichte Wien – Nachweis einer römischen Zivilsiedlung, der westliche Vicus.
- Mai 1991 bis Ende 1992: Grabung im Bereich Bahnhofstrasse – Areal Skopik geleitet durch Margit Bachner – Bergung des spätantiken Gräberfeld Süd mit über 300 Bestattungen und Siedlungsbefunden.
- 1994: Grabung im Bereich Kirchengasse geleitet von Norbert Hirsch – Freilegung von römischen Siedlungsbefunden wie z. B. Gruben, Brunnen und Pfosten.
- Herbst 1995 bis Frühjahr 1996: Grabung im Bereich Josef-Straße/Frauentorgasse, auf dem „Areal Buchinger“ geleitet von Norbert Hirsch – Freilegung von Körperbestattungen im Bereich spätantikes Gräberfeld Süd.
- Frühjahr bis Sommer 1995: Grabungen im Bereich „Roter Turm“, auf dem Areal der Volksschule I geleitet durch Norbert Hirsch – Freilegung eines Vicus auch südlich des Militärlagers.
- Herbst 1996 bis Frühjahr 1997: Grabung im Bereich Albrechtgasse/Donaugasse, auf dem Areal der Volksbank geleitet durch Norbert Hirsch – Nachweis für einen römischen Vicus und ein römisches Münzdepot aus dem 4. Jahrhundert.
- 1997: Grabung im ehemaligen Dominikanerinnenkloster, im Bereich „altes Krankenhaus“ geleitet von Norbert Hirsch – Dokumentation von Überresten von Kasernenbauten, Begehungshorizonte im Kastellinneren.
- 1998: Grabung im Bereich Wiener Straße 24–26 geleitet durch Norbert Hirsch – Freilegung eines Gebäudekomplexes mit drei nachweisbaren Bauphasen.
- 1999–2000: Grabungen im Areal des ehemaligen Landeskrankenhauses geleitet durch Norbert Hirsch – Entdeckung der Principia des Kastells.

In einer Grabung im Jahr 2000, geleitet durch G. Artner, wurden an der Donaulände Nr. 44 in den untersten Schichten Mauerreste von Kasernenbauten und ein Teil des spätantiken Grabens zutage gebracht.
Bei einer weiteren Grabung im Jahre 2000 (ASINOE, Leitung G. Artner) auf der Langenlebarner Straße wurden Gräber entlang der ehemaligen östlichen Ausfallstraße des Kastells gefunden.
Im Zuge von Restaurierungsarbeiten an der Porta principalis dextra wurden im April 2000 zwei genau zueinanderpassende Bruchstücke eines Quaders geborgen, auf denen eine Bauinschrift eingemeißelt war. Es handelte sich um die erste bislang bekannte schriftliche Nennung der Ala I Commagenorum, einer ehemals im Tullner Lager stationierten Reitertruppe. Dieser Fund ermöglichte die zeitliche Einordnung der Errichtung des Tores in Steinbauweise in die Regierungszeit des Kaisers Trajan.
2002 konnten bei einer Notgrabung im Bereich des Nibelungenplatzes 1/Verhoniggasse 4, durchgeführt durch ASINOE unter der Leitung von Norbert Hirsch, mehrere Phasen der Bebauung einer römischen Siedlung festgestellt werden.
Bei einer weiteren Grabung durch den Verein ASINOE im Jahre 2003, Leitung R. Dragan, wurden auf dem Areal der Ländgasse 5 Mauerreste von Mannschaftsgebäuden, ein Kanal und eine Lagerstraße freigelegt.
Im Vorfeld des Umbaues der Bahnhaltestelle Tulln in den Jahren 2005 und 2006 wurde eine großflächige Ausgrabung durchgeführt (BDA/ASINOE, Leitung Ch. Blesl). In der untersten Schicht konnten frühe Siedlungsbefunde, eine Straße aus dem 2./3. Jahrhundert und spätantike Körperbestattungen nachgewiesen werden.
In den Jahren 2005 bis 2006 wurden auf den Parzellen 1 und 2 nördlich der Schießstattgasse, auf dem Areal der ehemaligen Feuerwehrschule, bis zu 250 Gräber aus zwei Zeitepochen (1.–3. Jahrhundert und 4. Jahrhundert) im westlichen Gräberfeld entdeckt.
Bei einer Rettungsgrabung des Bundesdenkmalamtes in den Jahren 2006–2007 auf dem Areal der alten Feuerwehrschule, geleitet durch Martin Krenn, konnte die östliche Begrenzung des Gräberfeldes West und der westliche Rand des Vicus dokumentiert werden.
Das Bundesdenkmalamt dokumentierte 2007 bei einer Grabung im Bereich Wassergasse 4 zwei sich überlagernde Gräben südlich des Salzturmes.
Im Vorfeld der Errichtung des Einkaufszentrums Rosenarcade wurden in den Jahren 2006 und 2007 wieder großflächige Grabungen durch das Bundesdenkmalamt (Leitung Martin Krenn) durchgeführt. Hierbei konnten Siedlungsbefunde, ein Kindergrab und die Begrenzung der Siedlung angetroffen werden.
Im Jahre 2007 wurde der Hauptplatz in Tulln vor dem Bau einer Tiefgarage archäologisch untersucht. Gruben, Gräbchen und Pfostenlöcher ließen eine mehrphasige römerzeitliche Bebauung erkennen.

## Kastell
Das Zentrum des römischen Tulln bildete eindeutig das Alenkastell. Es wurde zuerst als Holz-Erde-Konstruktion, mit hoher Wahrscheinlichkeit in der Regierungszeit des Kaiser Domitian (81–96), erbaut. Der Umbau zum Steinkastell erfolgte unter Trajan. Es war bis in die Zeit des ausgehenden 4. und Anfang des 5. Jahrhunderts belegt.
Für das Steinkastell sind zumindest drei Bauphasen nachgewiesen:
1. Steinkastell mit Doppelgraben;
2. Steinkastell mit einfachem Graben und vorgelagertem Wall;
3. spätantikes Kastell mit Spitzgraben.

### Holz-Erde-Kastell
Die Entdeckung des frühen Holz-Erde-Lagers, im Park des alten Niederösterreichischen Landeskrankenhauses, gelang 1980 im Rahmen einer Rettungsgrabung durch das Bundesdenkmalamt. Sie stand unter der Leitung von Hannsjörg Ubl und erstreckte sich auf ein Areal von 30 × 50 m westlich des ehemaligen Dominikanerinnenklosters. Zuerst wurde die Ostseite des Kastells ergraben, wobei man auf Reste des Holz-Erde-Lagers stieß. Es handelte sich dabei um eine aus großen luftgetrockneten Lehmziegeln bestehende, bis zu einem Meter hohe Mauer, die auf einer Länge von etwa 30 m freigelegt werden konnte. Die auf der Mauerkrone beobachteten Pfostenlöcher werden als eindeutige Hinweise auf eine ursprünglich hier als Brustwehr aufgesetzte Palisadenreihe bewertet.
Da die Mauer des nachfolgenden Steinkastells etwa einen Meter östlich vor der Umwehrung des frühen Lagers errichtet wurde, blieb die Lehmziegelmauer in einem sehr guten Zustand erhalten. Sie war auf einem trocken gemauerten, aus groben Bruchsteinen bestehenden Fundament aufgesetzt. Auf seiner westlichen Seite wurde die Mauer zusätzlich durch eine mächtige Wallaufschüttung abgestützt, die an der Sohle einige Meter breit war. Ein Profilschnitt dieser Wallaufschüttung zeigte, dass auch die Mauerkrone durch diese relativ flach angelegte Rampe erreicht werden konnte. Die Lehmziegelmauer zeigte einen nach Westen leicht gekrümmten Verlauf, was nach Hannsjörg Ubl auf einen unregelmäßigen, möglicherweise polygonalen Grundriss des frühen Lagers schließen lässt.
Im Bereich dieser Krümmung wurde eine Überbauung der Lehmziegelmauer mit Kalkmörtelgebundenen Mauerwerk festgestellt. Diese Ausbesserungen sind laut Hannsjörg Ubl ein Hinweis darauf, dass die frühe Lehmziegelmauer, noch bevor es zur Errichtung des Steinlagers kam, einige Adaptierungen erfahren hat.
Im Zuge dieser Grabungen konnten auch noch einige Pfostengruben der Toranlage des Holz-Erde-Lagers festgestellt werden, die in einer Reihe angelegt waren. Die Anordnung dieser Pfostengruben westlich des nördlichen und südlichen Steinturmes lässt auf eine ungefähre Turmbreite von 3,30 m schließen. Mit einer weiteren Pfostengrubenlinie unter den Steintürmen ist zu rechnen. Analog zum Steinbau muss es hier vorher ebenfalls ein Doppeltor mit einer spina aus Holzpfosten in der Mitte gegeben haben, da die Spannweite sonst zu groß geworden wäre, um sie statisch noch mit Holzträmen überbrücken zu können.
Auch ein Abschnitt der vorgelagerten Grabenanlage mit Annäherungshindernissen, sogenannte liliae, konnte ebenfalls beobachtet werden. Die Untersuchung der Kleinfunde in den Erdschichten der Wallschüttung, wie z. B. eines As Kaiser Domitians, erlaubte eine Datierung der Anlage in das vorletzte Jahrzehnt des 1. Jahrhunderts.
Der Verein ASINOE führte im Auftrag des Bundesdenkmalamts von April 1991 bis Anfang Juli 1992 und von Dezember 1994 bis August 1995 einige Grabungen nördlich der Ländgasse (Parzellen 118, 128 und 129) im Bereich der vermuteten Porta principalis sinistra des Steinkastells durch, die unter der Leitung von Barbara Wewerka und Norbert Hirsch standen. Im Bericht von Wewerka werden Überreste von Lehmziegeln, die als Versturz in dem unmittelbar vor der westlichen Lagermauer befindlichen Wehrgraben lagen, erwähnt. Die Feststellung dieser Lehmziegelreste kann als Hinweis für das Bestehen einer weiteren Lehmziegelmauer auf der westlichen Lagerseite gewertet werden. Somit wäre die Ausdehnung des Holz-Erde-Lagers nach Westen in etwa analog zum späteren Steinlager.
Bei einer Notgrabung von September 1993 bis Februar 1994 im Bereich der Kerschbaumergasse, also noch innerhalb des Kastells, wurden in den untersten Grabungsschichten einige im Aulehm eingetiefte Pfostengräbchen entdeckt. Ihre Überlagerung durch eine römische Mauer lässt eine Datierung auf Anfang des 2. Jahrhunderts vermuten.

### Steinkastell
Das Lager von Tulln weist einen rechteckigen Grundriss auf, wobei seine Schmalseite zur Donau hin orientiert ist. Wie auch beim benachbarten Kastell von Zwentendorf, oder den Legionslagern von Vindobona und Carnuntum wurde die Nordfront des Lagers von der Donau im Laufe der Zeit unterspült und restlos abgetragen. Ein Beweis hierfür ist vor allem der Salzturm, ein vorspringender, hufeisenförmiger Zwischenturm der westlichen Lagermauer, der heute in unmittelbarer Nähe des Donauufers steht. Durch den Verlust von etwa einem Fünftel des Lagerareals können seine genauen Ausmaße nur geschätzt werden. Das Lager wird ursprünglich wohl eine Fläche von 4,2 bis 4,5 ha in Anspruch genommen haben.

#### Osttor
Die Notgrabung im Jahre 1980 lieferte nicht nur den erstmaligen Nachweis eines Holz-Erde-Lagers, sondern brachte im Zuge der weiteren Untersuchungen auch die Überreste der porta principalis dextra des ältesten Steinlagers zutage. Vom östlichen Lagertor war nicht nur das Fundament erhalten geblieben, es konnten zusätzlich bis zu etwa zwei Meter hohe erhaltene Mauerreste freigelegt und konserviert werden.
Die gesamte Toranlage hat eine Breite von ungefähr 22 m. Die Fahrspuren maßen in der Breite etwa 4,20 m. Die zwei rechteckigen Flankentürme, die ursprünglich wohl annähernd eine Höhe von vier Metern erreichten, maßen 5,70 × 7,45 m. Der Innenraum der Türme misst 3,30 × 5,10 m. Die Mauerstärke beträgt an der Front 1,20–1,30 m, an den übrigen Seiten aber nur 1,10 m. Der Vorsprung der Türme vor die Flucht der Lagermauer beträgt ca. 1,80 m. Die Turmräume waren mit einem Estrichboden ausgestattet, ihre Innenmauern mit einem einlagigem, rauen Wandverputz versehen. Die beiden Türme weisen jeweils eine im Westen angelegte Türöffnung von 1,30 m auf. Die Außenmauern waren ebenfalls verputzt. Erhaben aufgetragene waagrechte und senkrechte Putzleisten, die gelblich gefärbt sind, sollten ein Mauerwerk aus größeren Quadern vortäuschen. Die Gurtbögen der Torgewölbe sind weiß und rot gefärbt.
Die Reste der nach Norden und Süden streichenden 1,5 m starken Lagermauer, die im Mittelalter bis auf ihr Fundament ausgerissen worden war, wurden ebenfalls freigelegt. In der Spätantike wurde die südliche Tordurchfahrt zugemauert und diente fortan als Wohn- oder Lagerraum.
Durch die Entdeckung des östlichen Lagertors, der gut erhaltenen Spinamauer der doppelten Toreinfahrt der porta principalis dextra, aufgrund der Lage des Salzturmes an der Lagerwestflanke sowie eines Teilstücks der westlichen Lagermauer, das im Zuge von Bauarbeiten unter der Kerschbaumgasse festgestellt wurde, war erstmals eine genaue Rekonstruktion des Kastellgrundrisses ermöglicht worden. Nach Aufdeckung des Osttores konnte auch der Verlauf der via principalis bzw. des cardo maximus eindeutig lokalisiert werden.

#### Südliche Lagermauer
Im September 1991 wurden aufgrund des Neubaues einer Sporthalle auf dem Gelände der Sporthauptschule Tulln archäologische Untersuchungen im Bereich der südlichen Umfassungsmauer durchgeführt. Hier wurde eine in Richtung W-O verlaufende, aus Steinen und Ziegelbruchstücken in Mörtelbindung gemauerte, etwa zwei Meter starke Mauer entdeckt. Bei dem Mauerrest handelte es sich um das Fundament der einstigen Südmauer des römischen Lagers. Südlich von ihr wurde ein ebenfalls in W-O-Richtung eingetiefter Sohlgraben festgestellt. In der unteren – ungestörten – Füllung fand sich Keramikmaterial aus der zweiten Hälfte des 1. bis 3. Jahrhunderts. In gleicher Ausrichtung wie der Sohlgraben verlief ein weiterer Spitzgraben, der den verfüllten älteren Gaben überlagerte. In seiner Verfüllung wurde grobkeramische Ware entdeckt, die in das späte 1. bzw. 2. Jahrhundert datiert werden konnte. Die jüngsten Funde aus der Grabenverfüllung stammen aus der ersten Hälfte des 5. Jahrhunderts, womit das Anplanieren der römischen Gräben spätestens für die zweite Hälfte des 5. Jahrhunderts zu vermuten ist.

#### Kasernenbauten
Bei einer Notgrabung in den Jahren 1993/1994 im Bereich Kerschbaumergasse, also im Südostteil des römischen Militärlagers, konnten die Fundamente zweier nach O-W orientierter Mauern mit bemalten Verputzresten aufgedeckt werden. Eine weitere noch etwa 0,90 m hoch erhaltene, ebenfalls in O-W-Richtung verlaufende Mauer, befand sich in einem Südprofil. Sie dürfte bereits in spätantiker Zeit abgetragen worden. All diese Mauerreste gehörten zu Kasernenbauten. Weitere Befunde lassen annehmen, dass die innere Lagerbebauung bereits im 10. Jahrhundert restlos zerstört war.

#### Grabensysteme
Knapp südlich des Salzturmes, zwischen Nibelungengasse und antiker Lagermauer, wurde von J. Köstlbauer, Direktor des Tullner Heimatmuseums, im Juni 1978 während Ausschachtungsarbeiten für einen größeren Wohnungsbau ein in N-S-Richtung verlaufender, etwa fünf Meter tiefer Graben entdeckt.
Die Grabung von 1991/92 und 94/95 nördlich der Ländgasse erfolgte an der Stelle, wo schon seit der Identifizierung des cardo maximus im Jahre 1980 die Porta principalis sinistra vermutet wurde. Die Grabung konnte zwar das westliche Lagertor nicht antreffen, allerdings wurden wertvolle Aufschlüsse zur Fortifikation der unterschiedlichen Bauphasen des römischen Lagers gewonnen. Die westliche Lagermauer selbst und insgesamt vier Grabensysteme wurden dokumentiert:
Im Rahmen dieser Grabungen konnte die von N-S verlaufende solide und gut vermörtelte westliche steinerne Lagermauer nachgewiesen werden, die mit einer Breite von 1,20 m und zum Teil bis in eine Höhe von 2,20 m ab der Fundamentkante erhalten geblieben ist. Etwas südlicher fand sich nur noch der ins Mittelalter datierte Ausrissgraben. Die Lagermauer wies im Grabungsbereich keinerlei Indizien auf einen römischen Anbau wie z. B. eines Torturmes bzw. Zwischenturmes auf. Im nördlichen Bereich der Grabung wurde ein im Profil schwach gewölbter Straßenkörper identifiziert. Auffällig war, dass die beiden Gräben der Phase 2 in Richtung Straße zusehends an Tiefe abnahmen und dann im unmittelbaren Bereich der Straße überhaupt nicht mehr erkennbar waren. Das ansonsten die Gräben auffüllende Erdmaterial lag über der Straße, sodass hier mit einer Erdbrücke vor einem zwar anzunehmenden, aber bis dato noch nicht entdeckten Tor zu rechnen ist.

#### Spätantike Festungstürme
Ab Ende des 3. Jahrhunderts führen die einschneidenden Veränderungen im römischen Heerwesen auch in Tulln zur Errichtung von Militärbauten mit stark defensivem Charakter. Neben der Adaptierung der Gräben kommt es nun auch zum Bau von weit nach außen kragenden Zwischentürmen mit abgerundeter Front (Korbbogen), die Lagerecken werden mit fächerförmigen, bastionsartigen Türmen verstärkt, Toröffnungen werden zum Teil wieder zugemauert. Diese im Gegensatz zu ihren Vorgängern weitaus massiver konstruierten Bauten sollten durch ihr vermeintlich größeres Abschreckungspotential den Verlust an Mannschaftsstärke – die nicht mehr ersetzt werden konnte und daher wesentlich kleinere Garnisonen zur Folge hatte – kompensieren. Zur zusätzlichen Verstärkung des Kastells wurden auch die mittelkaiserzeitlichen Ecktürme zu Fächertürmen umgebaut. Fächertürme gleichen einem gleichschenkeligen Dreieck, dessen Schenkel vom Kurtinenschnittpunkt weit nach außen vorspringen und dann durch einen Bogen verbunden werden. Die Fächertürme an den SW- und SO-Ecken konnten ergraben und zeitlich der Mitte des 4. Jahrhunderts zugeordnet werden.

##### Hufeisenturm West
Ein herausragendes Beispiel für das Erscheinungsbild spätrömischer Lagerbefestigungen ist der sogenannte „Römer“- oder „Salzturm“, der aus der ersten Hälfte des 4. Jahrhunderts stammt. Seine Benennung gründet sich auf die zeitweise Verwendung als Salzlager im 18./19. Jahrhundert. Er stand ursprünglich als Zwischenturm an der westlichen Kastellmauer, sein massives Mauerwerk (Höhe 10 m, Breite 1,40 m) ist noch bis zur Dachkante römisch. Der im Inneren 7,20 × 12,40 m messende und 8 m lange Turm sprang in das Lagerinnere um 3,1 m zurück, wie aus den Abbruchnarben der Kastellmauer und der vermauerten Öffnung des Wehrganges zu erkennen ist (Rundbogen an der Nordseite über dem heutigen Eingang). Die heute mit Rundhölzern verschlossenen Löcher an der Außenmauer stammen aus seiner Entstehungszeit und dienten zur Verankerung des Baugerüstes. An der Ostseite ist noch der ursprüngliche Eingang zu sehen. Er verfügte - inkl. Keller - über vier Geschoße und diente, wie die Fächertürme an den Kastellecken, zur Verstärkung und besseren Bedeckung der Mauer bei Angriffen. Die Maueroberfläche wurde 1984 konserviert; in antiker Zeit war seine Fassade voll verputzt.

##### Hufeisenturm Süd
Im Rahmen einer Kanalgrabung in der Bonvicinigasse im Jahre 1964 wurde nicht nur die südliche Lagermauer angeschnitten, sondern auch die Seitenmauer eines weiteren U-Turmes entdeckt. Die Grabung blieb unpubliziert, die freigelegten Gussmauerfundamente der westlichen Turmwange des östlicheren der beiden in spätrömischer Zeit an der Südflanke des Lagers Comagena angelegten Zwischentürme (jeweils auf halbem Weg zwischen den Ecktürmen und der Porta decumana) wurden erst später von Herma Stiglitz erwähnt.

##### Fächerturm SW-Ecke
Seine Reste wurden 1963 angeschnitten, aber nur schlecht dokumentiert, die spärlichen Ergebnisse später publiziert.

##### Fächerturm Südost-Ecke
Diese Befestigung wurde zu Beginn der 1990er Jahre freigelegt. Unter dem mittelkaiserzeitlichen Eckturm fand sich bei der Ausgrabung eine ca. 60 cm starke Mauer, die in das 2. oder 3. Jahrhundert datiert werden konnte. Über dieser wurde später der Fächerturm errichtet. Seine Mauern waren bis 1,65 m breit und im aufgehenden Mauerwerk noch bis 2,5 m hoch erhalten. An der Außenseite schloss sich die Ostmauer des Kastells an, die aber nur in wenigen Steinscharen nachgewiesen werden konnte. Zusätzlich war ein Spitzgraben vorgelagert. Die mehrfache Erneuerung des ursprünglichen Estrichbodens mit weißem Mörtelestrich lässt annehmen, dass der Turm zumindest bis zum Abzug der Besatzung um 488 n. Chr. in seinem Inneren mehrmals renoviert wurde. Seine nachantike Nutzung von der Karolingerzeit bis in das 13. Jahrhundert ist durch eine Reihe weitere Begehungshorizonte belegt.

### Hafen
Für die Hafenanlagen der hier laut der Notitia dignitatum stationierten Donauflotte gibt es bisher keine archäologischen Zeugnisse, sie werden westlich des Kastells vermutet. Es ist jedoch mit ziemlicher Sicherheit davon auszugehen, dass durch die im Laufe der Zeit erfolgte Verlagerung des Donaulaufes nach Süden, neben dem nördlichen Teil des Kastells, auch der Hafen restlos zerstört wurde.

## Besatzung
Folgende Garnisonseinheiten sind für Comagena bekannt:
| Abbildung | Zeitstellung                  | Truppenname                                                                                          | Bemerkung |
| --------- | ----------------------------- | --- | --- |
|           | 1. bis 3. Jahrhundert n. Chr. | Ala prima Commagenorum Sagittariorum („die erste Schwadron berittener Bogenschützen der Commagener“) | Die Reitereinheit ist nach ihrem Herkunftsland, dem kleinen nordsyrischen Königreich Kommagene in Kleinasien, benannt. Antiochos IV. von Kommagene unterstützte Titus während des Jüdischen Krieges mit Hilfstruppen. Vermutlich gingen die Auxiliareinheiten mit der Bezeichnung Commagenorum ursprünglich aus diesen hervor. Durch das Militärdiplom Stein 5 ist auch ihr vollständiger Name bekannt geworden. Auf den meisten Diplomen, Ziegelstempeln oder Inschriften war sie nur als Ala Commagenorum, Ala I Com(m)agenorum und durch das Kürzel AIC erkennbar. Die Truppe war ursprünglich wohl Bestandteil der königlichen Armee, die ab 72 n. Chr. in das römische Heer eingegliedert wurde. Die Spuren der Einheit lassen sich bis nach Ägypten verfolgen, wo sie vermutlich in Kalabscha, dem antiken Talamis südlich des ersten Nilkataraktes, stationiert war und sie auch noch im Jahre 83 n. Chr. nachweisbar ist. Die Erwähnung auf einem Militärdiplom aus Wels/Ovilavis für das Jahr 106 n. Chr. bestätigt, dass die Truppe zu diesem Zeitpunkt bereits am norischen Limesabschnitt stand, wo sie noch bis ins 3. Jahrhundert durch Inschriften bezeugt ist. Die in Noricum aufgefundenen Inschriften lassen weiters annehmen, dass die Truppe in der gesamten Provinz Soldaten rekrutiert hat und Angehörige dieser Einheit auch als singulares in der Garde des Statthalters gedient haben. Die bis dato vorliegenden Befunde lassen uns allerdings im Unklaren, ob diese Ala bereits zur Zeit der Lagergründung, also noch in den 80er Jahren, von Ägypten an die norische Donau verlegt wurde. Möglicherweise wurde sie im Zuge der von Kaiser Domitian in den Jahren 88–96 mit den Donaugermanen geführten Kriege an die Donau abkommandiert. Gestützt wird diese Hypothese durch die Befestigung des ursprünglichen Holz-Erde-Lagers mit einer Lehmziegelmauer, einer Bautechnik, die diese Auxiliareinheit möglicherweise aus ihrem ägyptischen Stationierungsort mitgebracht hatte. Bei Instandsetzungsarbeiten am östlichen Lagertor wurden im Frühjahr 2000 zwei zusammenpassende Quarzsandsteinfragmente (Abmessung; 38 × 41 × 14 cm) mit einer eingemeißelten Inschrift aufgefunden. Sie konnte von Hannsjörg Ubl weitgehend ergänzt werden und lässt sich folgendermaßen interpretieren: [Imp(eratori) Caes(ari) Divi Nervae fil(io) Nervae Traiano Aug(usto) Ger(manico)] Da[c(ico) P]ontif(ici) Ma[ximo Trib(unicia)] Pot(estate) V[I]II Imp(eratori) IIII C[o(n)s(uli) V Pat(ri) Pat(riae)] A[L]a Commag[enorum] Antonin[iana] Übersetzung: „Dem Imperator Cäsar, Sohn des vergöttlichten Nerva, Nerva Traianus Augustus, Sieger über die Germanen, Sieger über die Daker, Oberpriester, im Jahr der 8. tribunizischen Gewalt, Imperator zum 4. Mal, Konsul zum 5. Mal, Vater des Vaterlandes. Die Ala Commagenorum Antoniniana (hat das Bauwerk errichtet).“ Diese Bauinschrift für ein nicht genauer spezifiziertes Bauwerk im Jahre 104 n. Chr. belegt die Anwesenheit von Soldaten der Ala (prima) Commagenorum im Lager. Der Ehrenname „Antoninana“ wurde erst mehr als 100 Jahre später unter Kaiser Caracalla (211–217) hinzugefügt und bezeugt, dass diese Einheit auch noch Anfang des 3. Jahrhunderts in Tulln stand. Die jüngsten Inschriften der Ala I Commagenorum stammen ebenfalls dem späten 3. Jahrhundert, darüber hinaus ist über ihr weiteres Schicksal nichts mehr bekannt. |
|           | 4. Jahrhundert n. Chr.        | Lanciarii Comaginensis („die Speerschützen in Comagena“)                                             | Im Zuge der Reformen unter Kaiser Diokletian wurde Anfang des 4. Jahrhunderts die Besatzung in Comagena durch die Aufstellung einer Einheit von Speerwerfern erweitert. Möglicherweise wurden diese aus bereits in Tulln liegenden Feldtruppen - vielleicht als Vexillation der Legio I Noricorum - herausgezogen. Auf jeden Fall wurde somit eine leichte und bewegliche Operationseinheit geschaffen. Im Krisenfall wurden ihre Soldaten wohl als Pseudocomitatenses in die Feldarmee des Comes Illyrici eingezogen. |
|           | 4. Jahrhundert n. Chr.        | Equites promoti Comagenis, („eine Schwadron ausgewählte/zugeteilte Reiter in Comagenis“)             | Die Notitia Dignitatum erwähnt in ihrer norischen Truppenliste gegen Ende des 4. Jahrhunderts auch wieder eine Reitereinheit, vermutlich eine ursprünglich aus Legionsreitern formierte Elitetruppe. Sie kann daher nicht aus der Ala I Commagenorum hervorgegangen sein. |
|           | 4. Jahrhundert n. Chr.        | Praefectus classis Arlapensis et (Co)Maginensis („ein Flottenpräfekt in Arelape und Comagena“)       | Die Notitia Dignitatum listet auch einen bislang noch nicht bekannten Stützpunkt der spätantiken Donauflotte, deren Kommandant in Tulln seinen Sitz gehabt haben könnte, auf. |
|           | 5. Jahrhundert n. Chr.        | Foederati (Söldner)                                                                                  | Um die Mitte des 5. Jahrhunderts wird in der Vita Sancti Severini als Besetzung bzw. für die Bewachung der Tore des oppidum Comagenis beim Eintreffen Severins im Jahre 456, eine – wahrscheinlich noch unter römischen Kommando stehende – barbarische bzw. germanische Foederatentruppe, vielleicht aus Sueben bestehend, erwähnt. |

### Vicus
Einige Teile der zum Lager gehörenden Zivilsiedlungen konnten im Süden und im Westen des Lagers durch eine Reihe von Grabungen nachgewiesen werden. Nachfolgende Untersuchungen führten zur Aufdeckung des sogenannten „Gräberfeld Süd“, ein zum Lager und zur Zivilstadt gehörender Friedhof. Weitere Begräbnisstätten, vor allem westlich, aber auch östlich des Lagers, sind zum Teil freigelegt bzw. durch Einzelbeobachtungen bekannt geworden.
Funde, die dem südlichen Vicus zugeordnet werden konnten, wurden im Bereich „Roter Turm“ ausgegraben. Diesbezügliche römische Baureste wurden auch bei den Restaurierungsarbeiten des Karners, bei den Grabungen innerhalb der Pfarrkirche, wo bis in drei Meter Tiefe römische Kulturschichten freigelegt werden konnten, sowie im Bereich der Kirchengasse, wo die Reste römischer Räume mit Estrichen und Fußbodenheizung entdeckt wurden, gefunden.
Der westliche Vicus konnte ebenfalls durch eine Reihe von Grabungen nachgewiesen werden, so im Bereich des Minoritenklosters, auf dem Grabungsareal Albrechtsgasse/Donaugasse, am Hauptplatz und auf dem Areal des Einkaufszentrums „Rosenarcade“. Dabei wurden zahlreiche Erdkeller, Brunnen und tiefe Gruben dokumentiert. Von besonderem Interesse ist die Freilegung der Reste eines römischen Zeilenhauses.
Die Entdeckung eines Münzdepotfunds mit über 100 Bronzemünzen aus der Zeit um 340 n. Chr. muss an dieser Stelle ebenfalls erwähnt werden. Dies deshalb, da weitere Münzfunde im Vicus West – Domitian (81–96) und Nerva (96–98) – annehmen lassen, dass dieser Vicus schon in der Frühphase des Lagers bestand.
Jüngere Grabungen im Westen des Lagerareals konnten mehreren Bauphasen eines römischen Vicus nachweisen. So konnte auf Parzelle 12 unter Restmauern einer Steinbauphase eine Grube beobachtet werden, die ihrerseits bereits einen Fundamentgraben einer Holzbauphase störte. Die dabei gefundene Münzen datieren von 182 bis 367/375 n. Chr.
Aktuelle Funde deuten auf einen möglichen weiteren Siedlungsbereich im Osten des Lagerareals (Langelebarnstraße) hin.
Grabungen im Schwemmland der Donau und der Kleinen Tulln legten 2003 die Reste einer Villa rustica in Freundorf frei, deren Errichtung in das 2. Jahrhundert n. Chr. fällt. Eine ganze Reihe von derartigen römischen Landgütern vor den Toren von Comagenis und bei Freundorf sicherten wohl die Lebensmittelversorgung der Kastellbesatzung.

### Gräberfelder
Seit dem 19. Jahrhundert haben archäologische Untersuchungen sowie verschiedene Fundbergungen mehrere römische Gräberfelder im Umfeld des Lagerareals nachgewiesen. Im Bereich der Bahnhofs- und Frauentorgasse erstreckt sich das sogenannte Gräberfeld Süd. Im Westen des Lagers unterscheidet man zwei benachbarte Gräberfelder:
- das Gräberfeld Südwest auf dem Gelände der Konrad von Tulln-Gasse, der Wildgasse und der Jahngasse sowie
- das Gräberfeld Nordwest, im Wesentlichen auf dem Areal der ehemaligen Niederösterreichischen Landesfeuerwehrschule und westlich davon.[89][90]

Zwischen ihnen befindet sich eine Fundlücke von ca. 200 m, die die Unterteilung in zwei Gräberfelder als berechtigt erscheinen lässt. Wenn auch in Fachkreisen durchaus noch kontrovers diskutiert, dürfte das Gräberfeld Nordwest vor allem in die Frühzeit des Lagers, das Gräberfeld im Südwesten hingegen der Spätantike zuzuordnen zu sein.
Gräberfeld Nord-West: In den letzten Jahren wurde auf dem Areal der ehemaligen Niederösterreichischen Feuerwehrschule, nordwestlich des Stadtzentrums, eine etwa 6000 m² große Fläche archäologisch untersucht. Bei diesen großflächigen Grabungen konnte ein vom Ende des 1. Jahrhunderts bis in das 5. Jahrhundert belegtes Gräberfeld aufgedeckt werden, das sich von der Nußallee nach Westen erstreckt. Insgesamt konnten um die 164 Gräber (darunter die von fünf Pferden) vor allem im westlichen Bereich des Grabungsareals erfasst werden. Diese lassen sich in zwei Belegungsphasen einordnen: Eine frühe Phase aus dem späten 1. bis 3. Jahrhundert in der Brandbestattungen überwiegen und eine Phase aus dem späten 3./frühen 4. Jahrhundert in der vor allem Körperbestattungen beobachtet wurden. Wahrscheinlich war das Areal ursprünglich flächendeckend mit Urnengräbern und Busta belegt, allerdings wurden diese, bedingt durch ihr seichteres Niveau (im Gegensatz zu Körperbestattungen) in der Mehrzahl durch mittelalterliche Eingriffe auf dem Gelände zerstört. Vereinzelt wurden auch Brandschüttungsgräber – hierbei wird der Leichenbrand mitsamt der Reste des Scheiterhaufens in die Grabgrube gefüllt – lokalisiert, ein zentraler Verbrennungsplatz (ustrina) konnte allerdings bis jetzt nicht ausfindig gemacht werden.
Auf dem Gelände der o. g. Feuerwehrschule dürfte auch die östliche Grenze des Gräberfelds Nord-West erreicht worden sein. Im östlichen Teil des Grabungsgeländes fanden sich – in etwa 25 m Abstand zur östlichsten römerzeitlichen Bestattung – Siedlungsbefunde in Form von Gruben, wodurch auch die westliche Grenze des Vicus West in diesem Bereich angenommen werden kann.
Im römischen Reich war es verboten, Verstorbene innerhalb von Städten oder Siedlungen zu verbrennen oder beizusetzen, dementsprechend wurden auch in Tulln die Gräberfelder entlang der Hauptausfallstraßen des Lagers bzw. des zugehörigen Vicus angelegt. Diese Straße wurde bei Grabungen auf der westlichen Seite der Feuerwehrschule, im Bereich der Schießstattgasse 2–4, (Gräberfeld Nord-West) ausgegraben. Dabei konnten ein Teil der Gräberstraße sowie 112 nördlich daran anschließende Bestattungen erfasst werden. Die Gräberstraße befindet sich auf dem aktuellen Verlauf der Schießstattgasse und entspricht der Ausfallstraße von der Porta principalis sinistra Richtung Westen. Bei den Bestattungen handelt es sich hauptsächlich um Brandgräber aus der Zeit des 1. bis Anfang des 3. Jahrhunderts, die sich von einer Nachbestattungsphase des 4. Jahrhunderts zeitlich unterscheiden.
Auf dem Areal des Einkaufszentrums Rosenarcade wurde ein mittelkaiserzeitliches Kindergrab entdeckt. Dieses Grab gehört aber definitiv nicht zum Gräberfeld-Südwest.

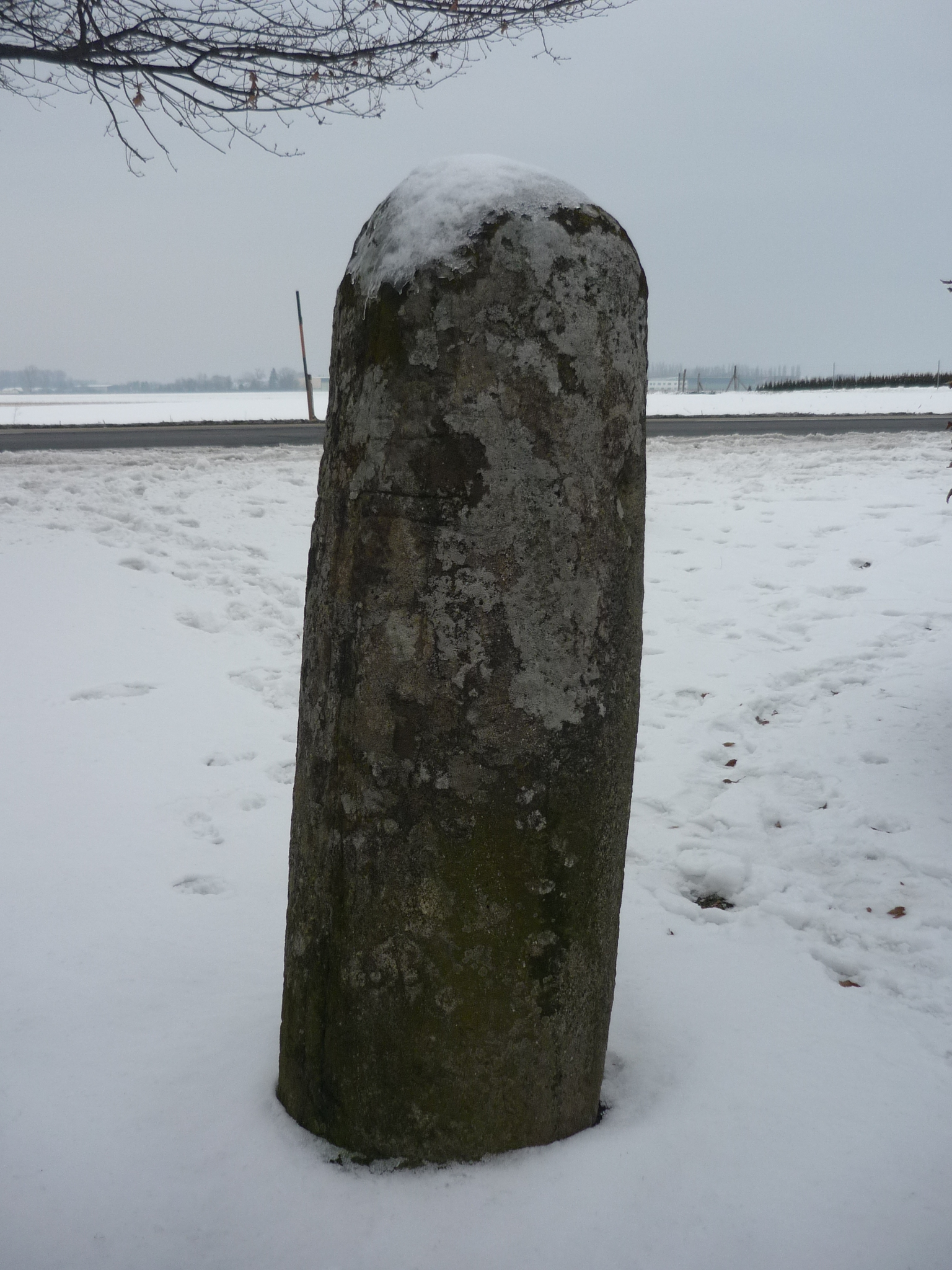
Der Nitzinger Meilenstein

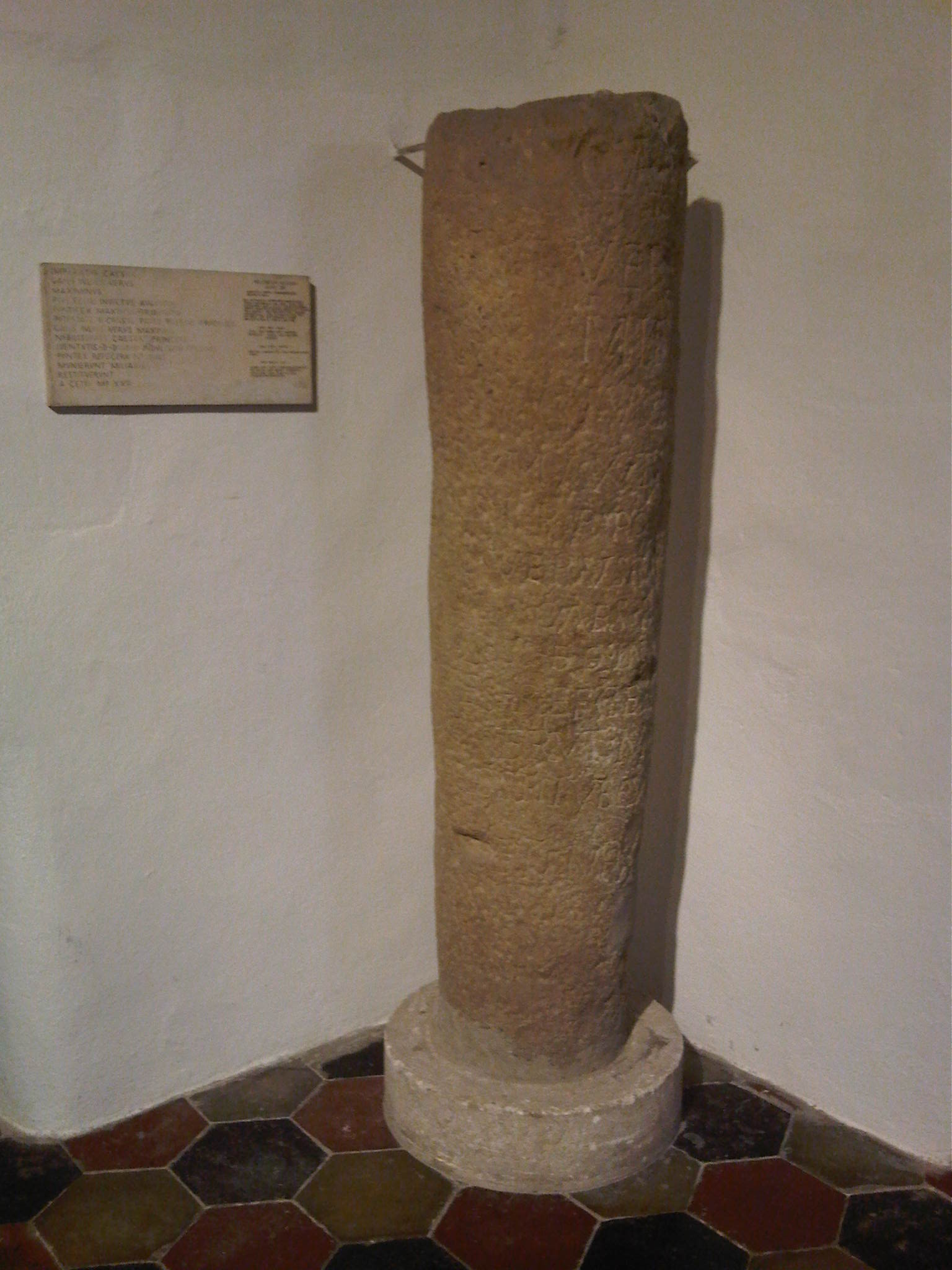
Der Tullner Meilenstein, ausgestellt in der Kirche St. Jakob in Königstetten

Gräberfeld Süd: Dieses Gräberfeld befindet sich südlich des Lagerareals und erstreckt sich von der Frauentorgasse entlang der Bahnstrecke bis zum Stadtpark. Bislang konnte vor allem seine nordwestliche Begrenzung erfasst werden. Es dürfte weit über 300 Bestattungen umfassen, wobei sowohl Erd- und Steinplattengräber als auch Ziegelplatten- oder gemauerte Schachtgräbern beobachtet wurden. Die Gräber lassen sich vom Beginn des 4. durchgehend bis in die erste Hälfte des 5. Jahrhunderts datieren. Entsprechend den Angaben der Vita Sancti Severini über die Stationierung von germanischen Föderatentruppen in Tulln wurden auch in diesem Gräberfeld hierzu passende Funde ausgegraben.
Im Osten des Lagers konnten bisher sechs West-Osten orientierten Körpergräber im Bereich der Lazarettgasse, entdeckt werden. Vermutlich handelt es sich hier um ein weiteres Gräberfeld entlang der Ausfallstraße von der porta principalis dextra nach Osten (Gräberfeld Ost). Die Beigaben erlauben eine Datierung dieser Gräber im 2./3. Jahrhundert.

## Limesstraße
Die Reichsstraße, eine Straße erster Ordnung, verband Carnuntum mit Lauriacum und führte durch das Tullnerfeld im Verlauf der heutigen Straße Maria Gugging – St. Andrä – Zeiselmauer. Der weitere Verlauf war wahrscheinlich am Nitzinger Meilenstein vorbei und weiter über Michelhausen durch das Perschlingtal nach Cetium (St. Pölten).

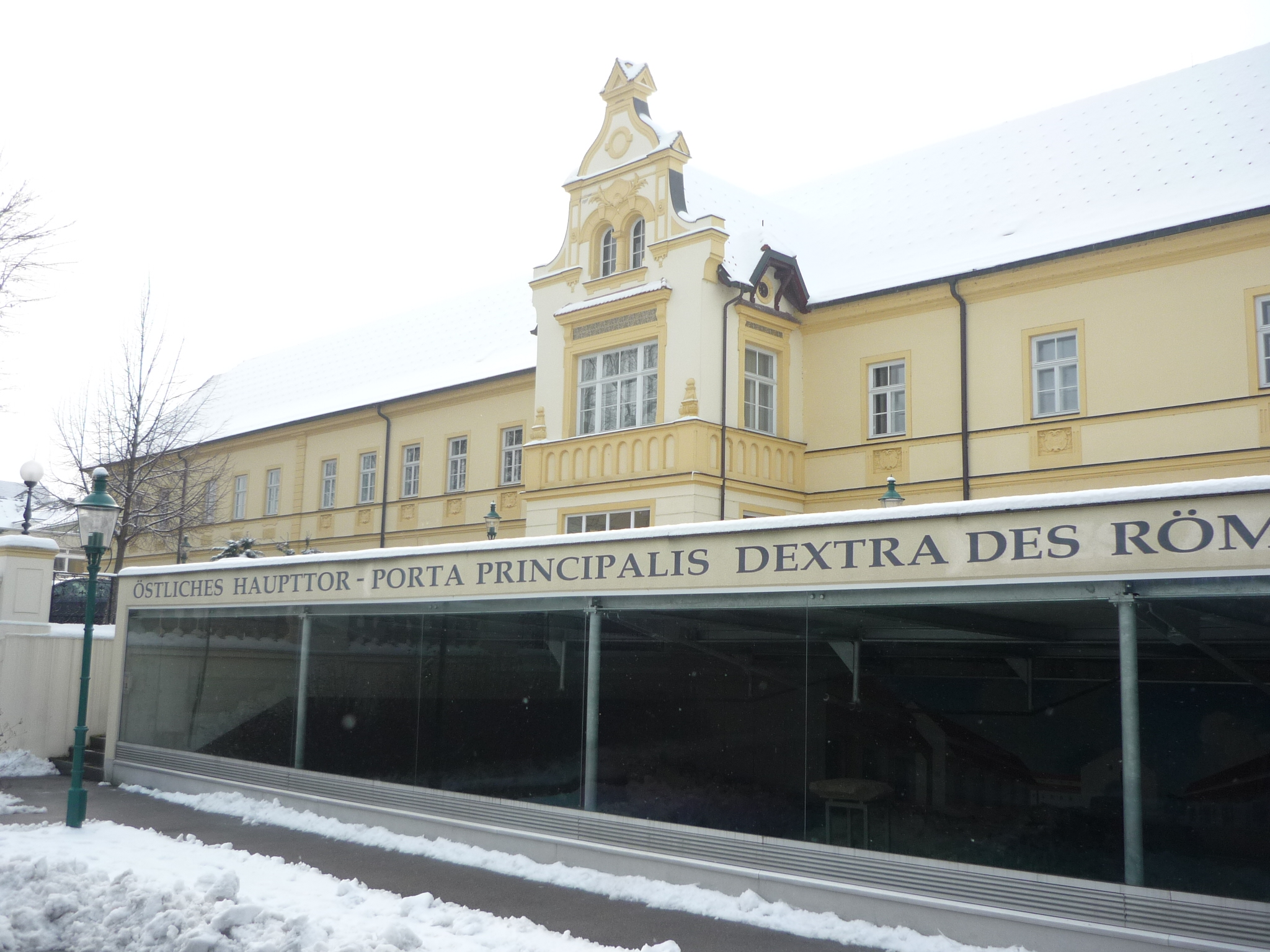
Schutzbau über der restaurierten Porta principalis dextra

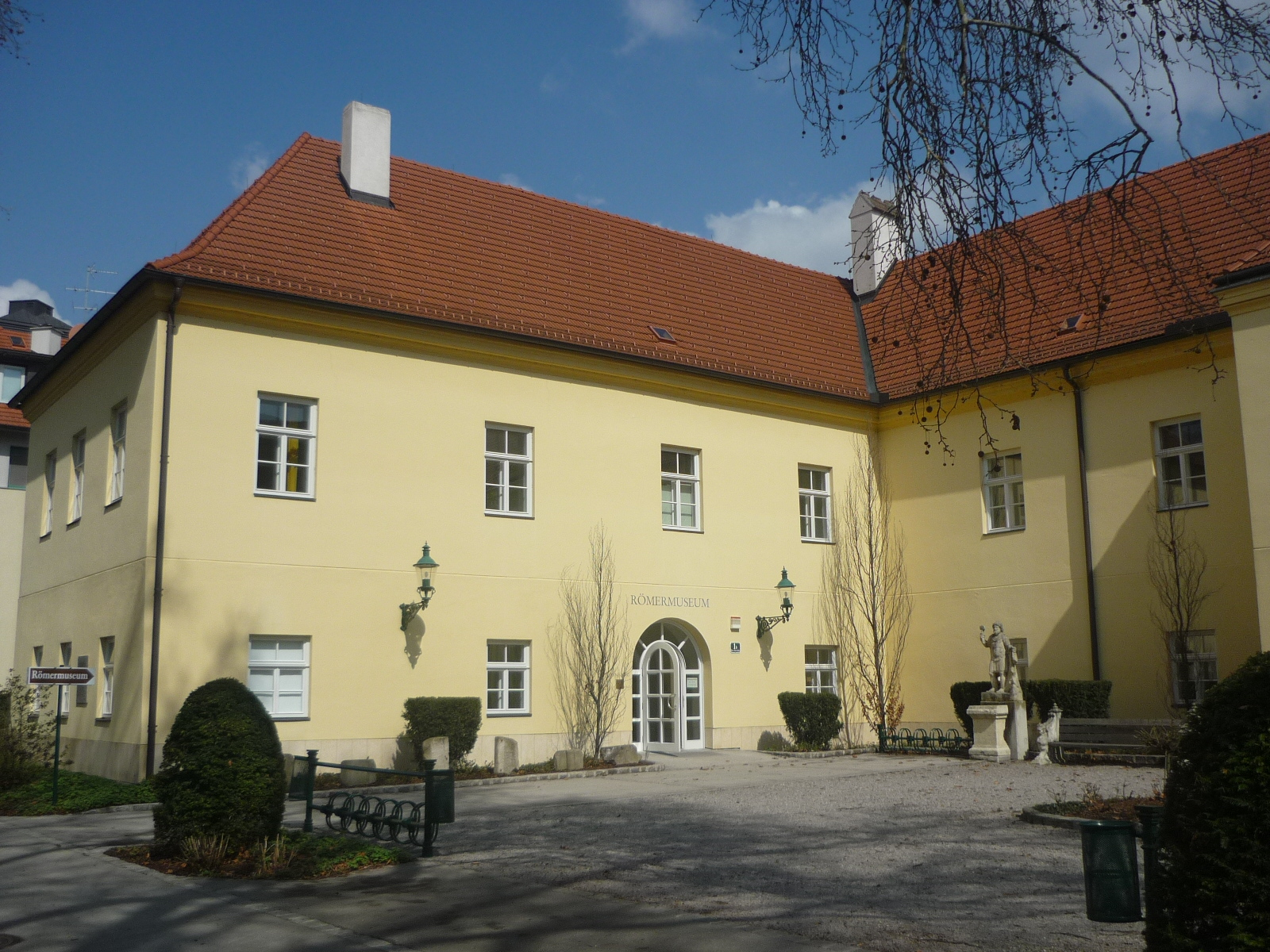
Das Gebäude des Römermuseums im Marc Aurel-Park

Der römische Meilenstein auf dem Nitzinger Feld wurde 217/218 n. Chr. errichtet und erstmals 1324 in der Literatur erwähnt. Vom Nitzinger Meilenstein nach Comagenis muss eine Verbindungsstraße zweiter oder dritter Ordnung angenommen werden.
Im Rahmen der Bautätigkeit in der Tullner Kirchengasse 10 wurde ein knapp zwei Meter hoher runder Meilenstein entdeckt und zuerst in eine Schottergrube bei Muckendorf gelagert, dann aber vom Königstettner Pfarrer Dr. Schrattbauer geborgen und in der Vorhalle seiner Kirche St. Jakob aufgestellt. Die gut erhaltene Inschrift gibt die Entfernung a Cetio Milia Passuum XXIII an, was exakt zum Fundort passen würde. Der Meilenstein wird auf die Jahre 235/239 n. Chr. datiert, die Regierungszeit von Gaius Iulius Verus Maximinus (Maximinus Thrax).
Ein weiterer Meilenstein aus dem Jahre 217–218, der Regierungszeit des Kaisers Macrinus und seines Sohnes Caesar Diadumenianus, wurde 1998 bei Gemeinlebarn entdeckt. Ein Jahr später wurde an dem gleichen Fundort ein weiterer Meilenstein aus dem Jahr 313, der Regierungszeit von Kaiser Licinius, geborgen.
Die West-Ausfallstraße des Lagers konnte im Bereich der Ländgasse lokalisiert werden. Ihre Flucht spiegelt sich in der heutigen Albrechtgasse wider. Der Straßenverlauf führte dann von Comagena weiter nach Zwentendorf und Traismauer.

## Denkmalschutz und Fundverbleib
Alle hier beschriebenen Anlagen sind Bodendenkmäler im Sinne des Denkmalschutzgesetzes. Nachgrabungen und gezieltes Sammeln von Artefakten und Funden ohne Genehmigung des Bundesdenkmalamtes stellen eine strafbare Handlung dar. Zufällige Funde archäologischer Objekte (Mauern, Keramik, Metall, Knochen etc.), sowie alle in den Boden eingreifenden Maßnahmen sind dem Bundesdenkmalamt unbedingt zu melden.
Die freigelegten und konservierten Mauerreste der Porta principalis dextra werden in einem eigens hierfür gebauten Museum im Garten des ehemaligen Landeskrankenhauses ausgestellt. Hinter dem Tor befindet sich im restaurierten ehemaligen Spitalsgebäude das Römermuseum Tulln, wo zahlreiche Steinreliefs und Kleinfunde ausgestellt sind.
Direkt am Donauufer befindet sich der sogenannte Salzturm, der in größten Teilen in seiner antiken Bausubstanz erhaltene Hufeisenturm der Westflanke des Lagers.
Ein römischer Grablöwe ist im Südturm der Tullner Stadtpfarrkirche sichtbar eingemauert.